# الانتداب الفرنسي على سوريا ولبنان
الانتداب الفرنسي على سوريا أو الاستعمار الفرنسي أو الاحتلال الفرنسي (بالفرنسية: Mandat français en Syrie et au Liban)، (بالإنجليزية: French Mandate for Syria and the Lebanon)، هو الحالة التي شكلت النظام الأعلى للسياسة والمجتمع في سوريا منذ أن هزمت قوات المملكة السورية العربية ضعيفة التسليح والعدد في معركة ميسلون في 24 تموز عام 1920، وحتى تمام جلاء القوات الفرنسية عن كامل التراب السوري يوم 17 نيسان عام 1946، والذي غدا اليوم الوطني السوري، وقد أقرت عصبة الأمم الانتداب رسمياً عام 1922.
يمكن تقسيم الانتداب إلى عدة مراحل تاريخية بدءاً من تقسيم البلاد عام 1920 وإخضاعها للحكم المباشر، إلى الوحدة بين دمشق وحلب في الدولة السورية عام 1925، ثم تمخّض الثورة السورية الكبرى عن انتخابات الجمعية التأسيسية التي وضعت دستور عام 1930 الذي أعلنت بموجبه الجمهورية السورية الأولى، أما الإضراب الستيني فقد أفضى أواخر عهد محمد علي العابد إلى وحدة البلاد ومعاهدة الاستقلال، غير أن فصل لواء إسكندرون واحتجاجات 1939 وكذلك الحرب العالمية الثانية أدت إلى توقيف العمل بالدستور وإعادة البلاد للحكم المباشر، وقد خضعت البلاد لحكومة فيشي حتى عام 1941 حين سيطر عليها الحلفاء، وأعلن شارل ديغول استقلالها وإعادة العمل بالدستور، وبعد الحرب العالمية الثانية أدت انتفاضة الاستقلال إلى تحقيق جلاء الفرنسيين عن كامل التراب السوري.
كان المفوض السامي الفرنسي يقيم في بيروت وله صلاحيات مطلقة في التشريع والتعيين، وكذلك عيّن موظفون فرنسيون في الوزارات والدوائر الحكومية بوصفهم مستشارين، وأما المحاكم فكانت مختلطة من قضاة سوريين وفرنسيين، وبعد إقرار الدستور تقلصت صلاحيات المفوض الفرنسي، غير أنه لم يعتمد الدستور وينشره إلا بعد أن أضاف مادة تنصّ على «تقييد العمل بأي مادة تخالف صك الانتداب»، وكانت الفرنسية اللغة الرسيمة للدولة السورية إلى جانب العربية، وقد ترك الفرنسيون آثارهم على التنظيم الإداري والعسكري السوري، الذي تأثر لاحقًا خلال عهد الجمهورية الثانية بالتنظيم السوفياتي، كما تركوا آثارًا واضحة في تخطيط المدن السورية وتنظيمها.

## تاريخ

### المملكة العربية السورية

علم المملكة العربية السورية.

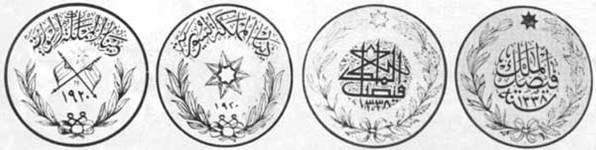
عملات معدنية من الدينار السوري، العملة الرسمية زمن المملكة.

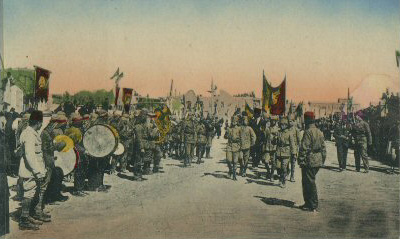
مشهد من الاحتفالات العسكرية بإعلان الاستقلال في 8 آذار 1920.

خارطة تظهر حدود سوريا عند إعلان المملكة العربية السورية في عهد الملك فيصل.

بعد زوال الحكم العثماني أعلن الأمير فيصل تأسيس حكومة عربية في دمشق وكلف الضابط السابق في الجيش العثماني الدمشقي علي رضا الركابي بتشكيلها ورئاستها ولقب بالحاكم العسكري، ولقد ضمت ثلاثة وزراء من جبل لبنان، ووزيراً من بيروت ووزيراً من دمشق وساطع الحصري من حلب، ووزير الدفاع من العراق، محاولاً الإيحاء بأن هذه الحكومة تمثل سوريا الكبرى وليست حكومة على الأجزاء الداخلية من سوريا، كما عين اللواء شكري الأيوبي حاكماً عسكرياً لبيروت وعين جميل المدفعي حاكماً على عمّان وعبد الحميد الشالجي قائداً لموقع الشام وعلي جودت الأيوبي حاكماً على حلب.
وقد سعى الأمير فيصل جاهداً إلى بناء جيش سوري قادر على بسط الأمن والاستقرار والحفاظ على كيان الدولة المزمع إعلانها، وطلب من البريطانيين تسليح هذا الجيش ولكنهم رفضوا، وفي أواخر عام 1918 دعي الأمير فيصل للمشاركة في مؤتمر الصلح الذي انعقد بعد الحرب العالمية في فرساي، حيث زار فرنسا وبريطانيا الذين أكدوا له على حسن نواياهم تجاه سوريا في حين أنهم كانوا من وراء ظهره يقتسمون ما تبقى منها، ويقومون بتعديل اتفاقية سايكس بيكو، وقد طرح فيصل في المؤتمر قيام ثلاث حكومات عربية في كل من الحجاز وسوريا والعراق، وفي المؤتمر اقترح الأمريكيون نظام الانتداب، كما اقترحوا إرسال لجنة لاستفتاء الشعب حول رغباتهم السياسية وعرفت بلجنة كينغ كراين فوافق الفرنسيون والبريطانيون مكرهين على إرسال اللجنة الأمريكية.
عاد الأمير فيصل إلى سوريا في 23 نيسان عام 1919 استعداداً لزيارة اللجنة الأمريكية، بعد أن وكل عنه في عضوية مؤتمر الصلح عوني عبد الهادي، حيث عُقد اجتماع شعبي كبير برئاسة محمد فوزي العظم في صالة النادي العربي بدمشق، وألقى الأمير فيصل كلمة الافتتاحية التي وضح فيها هدف اللجنة الأمريكية التي ستصل وطبيعة مهمتها، وزارت اللجنة التي استغرقت مدة تواجدها في المنطقة 42 يوماً 36 مدينة عربية، واستمعت إلى 1520 وفداً من قرى مختلفة، وقدمت إليها 1863 عريضة، جميعها طالبت بالاستقلال والوحدة، وفي 3 تموز 1919، قابل وفد المؤتمر السوري اللجنة الأمريكية، وأبلغوهم بطلبهم باستقلال سورية الكبرى وإقامة نظام ملكي فيها.
بعد انتهاء اللجنة الأمريكية كينغ كراين من عملها جاء في توصياتها «إن بلاد الشام ترفض السيطرة الأجنبية، ويُقترح فرض نظام الانتداب تحت وصاية عصبة الأمم المتحدة حيث أن العرب مجتمعين على أن يكون الأمير فيصل ملكاً على الأراضي العربية دون تجزئتها»، وسلمت اللجنة تقريرها إلى الرئيس الأمريكي وودرو ويلسون في 28 آب عام 1919 الذي كان مريضاً، وأهمل التقرير بعد تغيير ويلسون موقفه بسبب معارضة كبار الساسة الامريكيين في مجلس الشيوخ (الكونغرس) له، لمخالفته السياسة الانعزالية التي تتبعها أمريكا منذ عام 1833، والتي تقضي بعدم التدخل في شؤون أوروبا وعدم تدخل أوروبا بشؤون أمريكا.
قبل الأمير فيصل تحت الضغط عقد اتفاقية مع فرنسا ممثلة برئيس وزرائها جورج كليمانصو وعرفت باسم اتفاق فيصل كليمانصو ومن أبرز بنودها:
- الانتداب الفرنسي على سوريا مع احتفاظ البلاد باستقلالها الداخلي، وتعاون سوريا مع فرنسا فيما يخصّ العلاقات الخارجية والمالية، وأن يقيم سفراء سوريا في الخارج ضمن السفارات الفرنسية.
- الاعتراف باستقلال لبنان تحت الوصاية الفرنسية الكاملة، وبالحدود التي سيعينها الحلفاء من دون بيروت.
- تنظيم دروز حوران والجولان في فيدرالية داخل الدولة السورية.

وفي أواخر حزيران من العام 1919، دعا الأمير فيصل المؤتمر السوري العام إلى الانعقاد، وكان يعتبره بمثابة برلمان بلاد الشام وقد تألف من 85 عضوًا، غير أن فرنسا منعت بعض النواب من الحضور إلى دمشق، فافتتح المؤتمر بحضور 69 نائبًا وكان من أبرز أعضائه:
1. تاج الدين الحسيني وفوزي العظم والد خالد العظم ممثلين عن دمشق.
2. إبراهيم هنانو ممثلاً عن قضاء حارم.
3. سعد الله الجابري ورضا الرفاعي ومرعي باشا الملاح والدكتور عبد الرحمن كيالي ممثلين عن حلب.
4. حج فاضل العبود ممثلاً عن دير الزور ومنطقة وادي الفرات.
5. حكمت الحراكي ممثلاً عن المعرة.
6. عبد القادر الكيلاني وخالد البرازي ممثلين عن حماة.
7. أمين الحسيني وعارف الدجاني ممثلين عن القدس.
8. سليم علي سلام وعارف النعماني وجميل بيهم ممثلين عن بيروت.
9. رشيد رضا وتوفيق البيسار ممثلين عن طرابلس.
10. سعيد طليع وإبراهيم الخطيب ممثلين عن جبل لبنان.

وانتخب هاشم الأتاسي رئيساً للمؤتمر، ومرعي باشا الملاح ويوسف الحكيم نائبين للرئيس، وقرر المؤتمر رفض اتفاق فيصل كليمانصو والمطالبة بوحدة سوريا واستقلالها وقبول انتداب أمريكا وبريطانيا ورفض الانتداب الفرنسي ولكن على أن يكون مفهوم الانتداب هو المساعدة الفنية فقط.
توترت العلاقة بين فيصل وغورو في أعقاب تراجع فيصل عن اتفاقه مع الفرنسيين وانحيازه للشعب، وطلبت الحكومة السورية ثلاثين ألف بدلة عسكرية لتنظيم الجيش ومن جهة أخرى سقطت حكومة |كليمنصو في فرنسا وحلّت حكومة ألكسندر ميلران اليمينية المتطرفة بدلاً منها، فتنصلت فرنسا من الاتفاق فعلياً، وفي منتصف تشرين الثاني من العام 1919 بدأت القوات البريطانية الانسحاب من سورية بعد تواجد دام حوالي عام واحد.
وفي 8 آذار عام 1920، عقد المؤتمر السوري العام بدمشق برئاسة هاشم الأتاسي وبحضور الأمير فيصل وأعضاء الحكومة، واستمر لمدة يومين بمشاركة 120 عضواً من أعضاء المجلس الوطني السوري وخرج المؤتمر بالقرارات التالية:
1. استقلال البلاد السورية بحدودها الطبيعية استقلالاً تاماً.
2. اختيار سمو الأمير فيصل بن الحسين ملكاً دستورياً على البلاد بالإجماع ويلقب صاحب الجلالة.
3. النظام السياسي للدولة مدني نيابي ملكي.
4. تعيين حكومة ملكية مدنية، وتم تعيين علي رضا الركابي القائد العام للحكومة، ويوسف العظمة وزيراً للدفاع السوري، وتحويل اللغة الرسمية من التركية إلى العربية في جميع المؤسسات الحكومية والدوائر الرسمية المدنية والعسكرية والمدارس، وإلغاء التعامل بالعملة التركية واستبدالها بالجنيه المصري، ثم أصبح التعامل بالدينار السوري.
5. رفض وعد بلفور الصهيوني في جعل فلسطين وطناً قومياً لليهود أو وطن هجرة لهم.
6. رفض الوصاية البريطانية والفرنسية على العرب.

رفض الحلفاء الاعتراف بالدولة الوليدة وقرروا في نيسان من عام 1920 خلال مؤتمر سان ريمو المنعقد في إيطاليا تقسيم البلاد إلى أربع مناطق تخضع بموجبها سوريا ولبنان للانتداب الفرنسي والأردن وفلسطين للانتداب البريطاني، وإن كان لبنان ومعه الساحل السوري وكذلك فلسطين لم تدخل عسكريًا تحت حكم المملكة نظرًا لكون جيوش الحلفاء فيها منذ نهاية الحرب العالمية الأولى.
رفضت الحكومة وكذلك المؤتمر العام مقررات مؤتمر سان ريمو، وأبلغوا دول الحلفاء بذلك تباعًا بين 13 و21 أيار من العام 1920،  وكانت الأصوات تتعالى في سوريا للتحالف مع كمال أتاتورك في تركيا، أو الثورة البلشفية في روسيا، وقد شهدت حلب لقاءات بين وزير الحربية يوسف العظمة، ووفد تركي ممثل لكمال أتاتورك، حول دعم السوريين في نضالهم ضد فرنسا، غير أن تلك اللقاءات لم تؤد إلى نتيجة بسبب أن أتاتورك كان يستغل السوريين لتحسين شروط تفاوضه مع الفرنسيين، فأدار ظهره للسوريين وعقد اتفاقا مع فرنسا عُرف بمعاهدة أنقرة عام 1921، التي شملت تنازل سلطة الاحتلال الفرنسي عن الأقاليم السورية الشمالية وانسحاب الجيش الفرنسي منها، وتسليمها للسلطة التركية الوليدة.

### سوريا تحت الانتداب الفرنسي

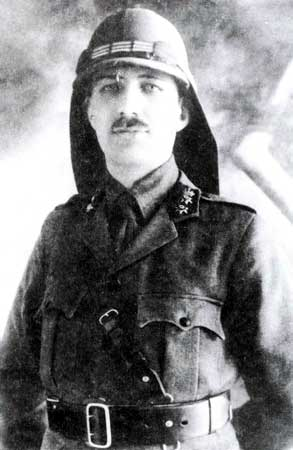
وزير الحربية يوسف العظمة.

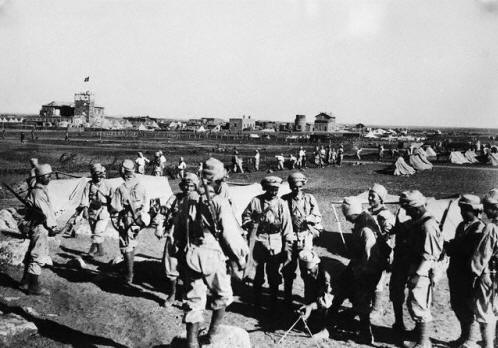
الجنود السوريون في معركة ميسلون.

كان لإعلان قيام المملكة العربية السورية تداعياته على المستوى الداخلي، فقد وصل التوتر إلى أوجه في سوريا ولبنان، وتعددت الصدامات حيث هاجم بعض المسلمين قرى مسيحية في البقاع رداً إلى إصرار البطريرك الماروني إلياس الحويك ومعه مجلس إدارة جبل لبنان على استقلال لبنان، وفي 5 تموز عام 1920 أوفد فيصل مستشاره نوري السعيد للقاء الجنرال الفرنسي غورو (Henri Joseph Eugène Gouraud) في بيروت، فعاد السعيد إلى دمشق في 14 تموز عام 1920 مزوداً بإنذار عرف باسم «إنذار غورو» وحددت مدة أربعة أيام لقبوله، وشمل خمس نقاط وهي:
1. قبول الانتداب الفرنسي.
2. التعامل بالنقد الورقي الذي أصدره مصرف سوريا ولبنان في باريس.
3. الموافقة على احتلال القوات الفرنسية لمحطات سكك الحديد في رياق وحمص وحلب وحماة.
4. حل الجيش السوري وإيقاف عمليات التجنيد الإجباري، ومحاولات التسليح.
5. معاقبة من تورط في عمليات عدائية ضد فرنسا.

جمع الملك فيصل وزرائه لمداولة الأمر بينهم فكان رأي الكثيرين منهم النزول عند مطالب غورو ومهادنته وقبول الإنذار وهنا برز الموقف الرجولي لوزير الحربية يوسف العظمة الذي عارض قبول الإنذار بشدة وحاول بكل الوسائل ثني الملك فيصل عن الاستجابة لتهديد الفرنسيين بحل الجيش العربي السوري، وبعد أن يئس من تغيير الملك لرأيه أنشد عليه بيت الشعر الشهير للمتنبي:
وبالرغم من قبول الحكومة السورية للإنذار والعدول عن فكرة المقاومة وقبول مطالب الجنرال غورو والأمر بتسريح الجيش السوري وسحب الجنود من روابي قرية مجدل عنجر مخالفة بذلك قرار المؤتمر السوري العام ورأي الشعب المتمثل بالمظاهرات الصاخبة المنددة بالإنذار وبمن يقبل به، وإرسال الملك فيصل خطاباً إلى الجنرال غورو بالموافقة على الشروط وحل الجيش، بدأت القوات الفرنسية بالزحف بإمرة الجنرال غوابيه (بأمر من الجنرال غورو) باتجاه دمشق في تاريخ 24 تموز عام 1920 بينما كان الجيش السوري المرابط على حدود يتراجع منفضاً، ولمّا سُئل الجنرال غورو عن هذا الأمر أجاب بأن برقية فيصل بالموافقة على بنود الإنذار وصلت إليه بعد انتهاء المدة.
لم يكن أمام أصحاب الغيرة والوطنية إلا المقاومة حتى الموت وكان على رأس هذا الرأي وزير الحربية يوسف العظمة، الذي عمل على جمع ما تبقى من الجيش مع مئات المتطوعين والمتطوعات الذين اختاروا هذا القرار واتجهوا لمقاومة القوات الغازية الفرنسية الزاحفة باتجاه دمشق، وقد أراد العظمة بخروجه أن يحفظ لتاريخ سورياالعسكري هيبته ووقاره، فقد كان يخشى أن يسجل في كتب التاريخ أن الجيش السوري قعد عن القتال ودخل المحتل عاصمته دون مقاومة، كما أراد أن يسجل موقفاً أمام الشعب السوري نفسه بأن جيشه حمل لواء المقاومة ضد الاحتلال الفرنسي منذ اللحظة الأولى، وإن ذلك سيكون نبراساً للشعب السوري في مقاومته للمحتل، فقد كان يدرك أن من يهن يسهل الهوان عليه، وهوان الجيش قد تكون له عواقب وخيمة على البلاد ومستقبل المقاومة.
وقد تألفت قوات الجنرال غوابيه من الآتي:
1. لواء المشاة (415).
2. لواء الرماة الجزائريين الثاني.
3. لواء سنغالي من الرماة الإفريقيين.
4. لواء من السباهي المغاربة.
5. خمس نضائد صحراوية، ومثلها جبلية، ونضيدتين من عيار 515.

وقد بلغ مجموع القوى الفرنسية تسعة آلاف جندي، يظاهرها طيارات ودبابات ورشاشات عديدة، بينما لم يتجاوز الجيش السوري الثلاثة آلاف جندي غالبيتهم من المتطوعين.
في الساعة التاسعة من يوم 24 تموز عام 1920 بدأت المعركة عندما بدأت المدفعية الفرنسية في التغلب على المدفعية السورية، وبدأت الدبابات الفرنسية بالتقدم باتجاه الخط الأمامي للقوات المدافعة، ثم أخذ جنود السنغال الفرنسيين يحملون على ميسرة الجيش السوري المؤلف في معظمه من المتطوعين، وهاجم عدد من الخونة ميسرة الجيش السوري من الخلف وقضى على الكثير من الجنود وسلب منهم أسلحتهم، ولم يعبأ يوسف العظمة بهذه المصائب، وبقي بهمته وثباته وعزيمته، وكان قد زرع الألغام على رؤوس وادي القرن وهو ممر الجيش الفرنسي آملاً بأنه عند صعود الدبابات تنفجر الألغام، إلا أن الخونة قد سبقوا وقطعوا أسلاك الألغام، وقد قُبض على بعضهم وهم ينفذون خيانتهم، ولكن سبق السيف العذل، فلما اقتربت الدبابات أمر العظمة بتفجير الألغام فلم تنفجر وتقدم ففحصها بنفسه فرأى أكثرها معطلة تماماً وأسلاكها مقطوعة، ثم سمع ضجة من خلفه فالتفت فرأى أن الكثير من أفراد جيشه والمتطوعين قد جرحوا وأصيبوا وتفرقوا على أثر قنبلة سقطت من إحدى الطائرات، فلم يسعه إلا أن عمد إلى بندقيته وهي آخر ما بقي لديه من قوة فلم يزل يطلق نيرانه على العدو حتى مقتله يوم الأربعاء 24 تموز عام 1920.

## تقسيم الأراضي السورية

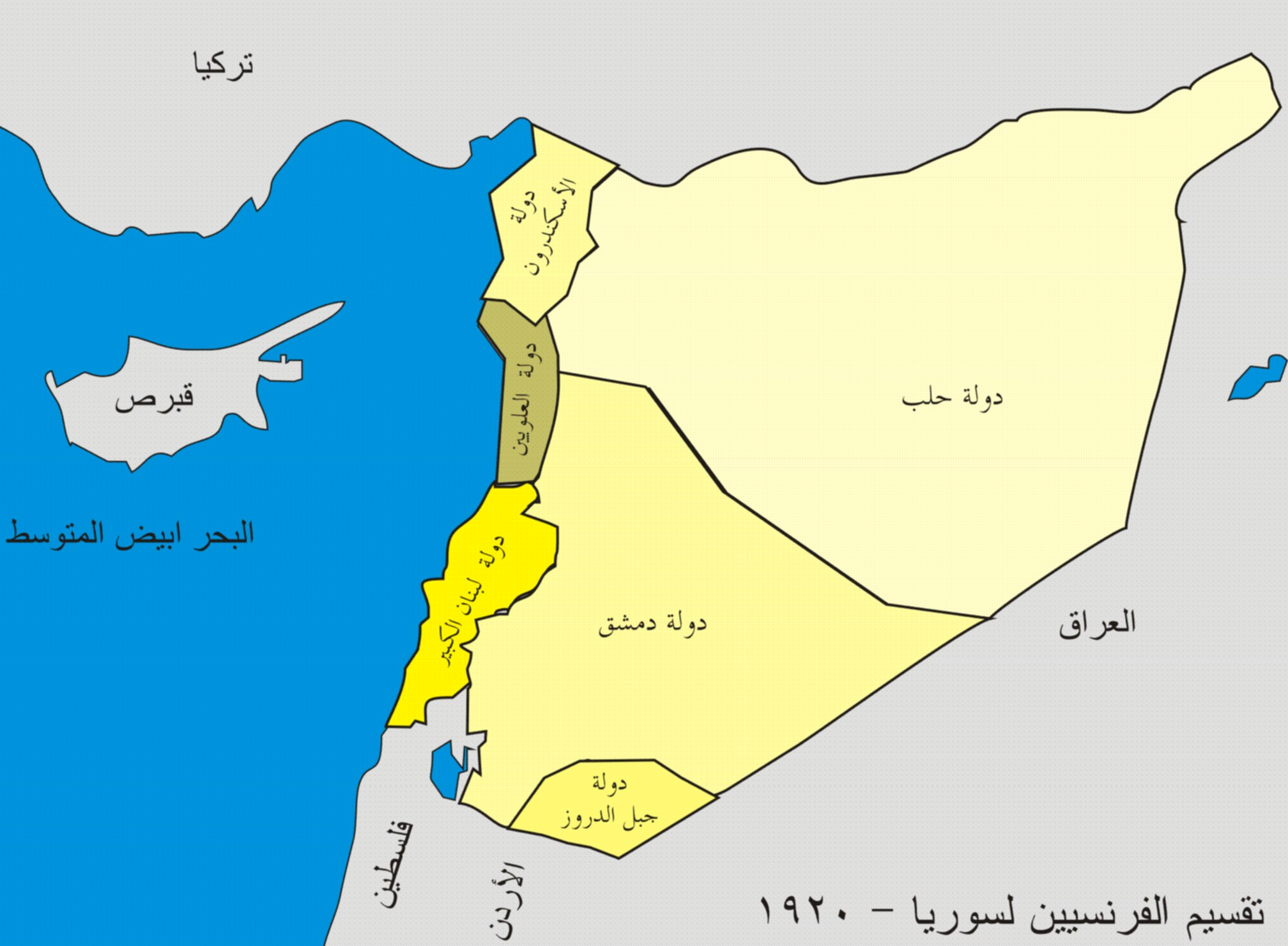
تقسيم الانتداب لبلاد الشام عام 1920.

### تشكيل الدويلات السورية
أراد الجنرال غورو معاقبة السوريين بسبب تصديهم للقوات الفرنسية في معركة ميسلون فأصدر ما بين عامي 1920 و 1921 عدة مراسيم هدفها تقسيم سوريا على أساس طائفي وقد دافع غورو عن سياسته التقسيمية في الجمعية الوطنية الفرنسية بأن هذه المكونات غير متمازجة مع بعضها البعض، وقد أفضت المراسيم عن إنشاء ستة دويلات مستقلة وهي:
- دولة دمشق (1920 إلى 1925).

وتشمل مدن حمص وحماة ووادي نهر العاصي إلى جانب دمشق العاصمة، وقد فقدت الدولة الجديدة أربعةً من أقضيتها الفرعية التي كانت من ضمن دمشق في الفترة العثمانية وضمت إلى جبل لبنان ذي الأغلبية المسيحية من أجل تكوين دولة لبنان، والمقاطعات الأربع المنزوعة هي صيدا وطرابلس الشام وبيروت وسهل البقاع وتمثل اليوم محافظات بيروت والبقاع وشمال لبنان وجنوب لبنان والنبطية، وقد بقيت دولة دمشق ومن بعدها الدولة السورية تطالب بعودة هذه المقاطعات إلى سوريا بالإضافة إلى معارضة سكان هذه المقاطعات لعملية الفصل.
- دولة حلب (1920 إلى 1925).

امتدت في مناطق الشمال السوري بالإضافة إلى منطقة حوض نهر الفرات في شرق سوريا، وضمت عدة مدن مثل دير الزور والرقة والحسكة إلى جانب مدينة حلب العاصمة، وكان غالبية السكان من العرب السنة (83.1%) بالإضافة لتواجد الكثير من التجمعات المسيحية واليهودية ويوجد في الدولة أيضا أقليات من الشيعة والعلويين، كما سكنها الأرمن المهجرين أيام الإبادة الأرمنية والكرد، والشركس والآشوريين وخاصةً في مناطق شمال مدينة حلب جنبا إلى جنب مع العرب، وتعتبر هذه المنطقة من أكثر المناطق خصوبة ووفرة بالمعادن.
- دولة العلويين (1920 إلى 1936).

وتشمل محافظة طرطوس وبعض المناطق مثل سقيلبية وتلكلخ وجسر الشغور إلى جانب اللاذقية العاصمة، ويتألف سكانها من عدة طوائف مثل العلويين في الجبل والسنة في الساحل مع تواجد لقليل من المسيحيين والإسماعيليين.
- دولة لبنان الكبير (1920 إلى 1926).

ضم بيروت العاصمة مع أقضيتها وتوابعها (صيدا وصور ومرجعيون وطرابلس وعكار) والبقاع مع أقضيته الأربعة (بعلبك والبقاع وراشيا وحاصبيا)، فاتسعت مساحته من 3500 كلم مربع إلى 10452 كلم مربع، وازداد سكانه من 414 ألف نسمة إلى 628 ألفاً، ، وقد رفض مسلمو دولة لبنان الكبير في أكثريتهم الدولة والكيان الوطني اللبناني عند نشوئه بينما رحب معظم المسيحيين بالانفصال وتشكيل الدولة الجديدة، وفي 23 أيار عام 1926 أقر مجلس الممثلين الدستور وأعلن قيام الجمهورية اللبنانية.
- دولة جبل الدروز (1921 إلى 1936).

وضم منطقة السويداء وفي البدايات أطلق عليه تسمية دولة السويداء وفي عام 1927 غير الاسم إلى دولة جبل الدروز، وحسب الإحصاء الذي نظمته سلطات الانتداب الفرنسي في الفترة ما بين عامي 1921 و 1922 شكل الدروز الغالبية العظمة من سكان الدولة وبنسبة 84.4% والمسيحيون 13.8% والسنة 1.4%.
- لواء الاسكندرون المستقل 1921، وأعطيت الأقاليم السورية الشمالية لتركيا الأتاتوركية خلال معاهدة أنقرة وترسيم الحدود بين القوة الاستعمارية وتركيا.

| مراسيم تقسيم سورية                |           |               | |
| الموضوع                           | المصدر    | التاريخ       | النتيجة |
| فك الأقضية عن دمشق                | هنري غورو | 3 أغسطس 1920  | فك أربعة أقضية هي بعلبك والبقاع وراشيا وحاصبيا عن دمشق وإلحاقها بجبل لبنان. |
| إعلان لبنان الكبير                | هنري غورو | 31 أغسطس 1920 | إعلان دولة لبنان الكبير، ويشتمل متصرفية جبل لبنان إضافة للأقضية الأربعة، وبيروت، وسنجق صيدا، وسنجق طرابلس من النهر الكبير الجنوبي، لكون شمال النهر ذي غالبية علوية. |
| ترسيم الحدود مع تركيا             | هنري غورو | -             | اعتبار خط حديد اسطنبول - بغداد حدودًا بين الدولة التركية ومناطق الانتداب الفرنسي. وذلك أدى لقسمة ولاية حلب ليكون قسمها الشمالي ذي الغالبية الكردية تابعًا لتركيا؛ أيضًا خرجت بلدات ذات غالبية عربية نتيجة التقسيم. |
| ترسيم حدود دولة دمشق              | هنري غورو | نوفمبر 1920   | ترسيم حدود دولة دمشق بفك الأردن وفلسطين عنها لكونها ألحقت بالانتداب البريطاني بموجب اتفاقية سايكس بيكو ومؤتمر سان ريمو. وفك الأقضية الأربعة التي ألحقت بلبنان. وفك استثنائي لقضاء عجلون الذي سيطر عليه البريطانيون. شملت الدولة، دمشق وريفها، ولوائي حمص وحماه وحوران، باستثناء المناطق ذات الغالبية العلوية التي أضيفت لدولة الجبل. |
| إعلان دولة حلب ودولة جبل العلويين | هنري غورو | نوفمبر 1920   | إعلان استقلال دولة حلب ودولة جبل العلويين. شملت دولة حلب القسم الجنوبي من ولاية حلب فضلاً عن أراضي متصرفية الزور، وهي ذات طابع عربي عشائري. أما دولة الجبل - أو حكومة اللاذقية - شملت اللاذقية وطرطوس، مع فصل جسر الشغور عن حلب حينها، وتلكلخ والحصن عن حمص ومصياف عن حماه، لكون المناطق ذات غالبية علوية.                            |
| إعلان دولة جبل الدروز             | هنري غورو | 4 مارس 1921   | اعتبار جبل العرب دولة مستقلة يحكمها الأمير سليم الأطرش بمعاونة مستشارين فرنسيين. تم التقسيم بعد اجتماع لوفد من شيوخ العقل مع المفوضية العليا الفرنسية؛ وكانت تشمل لوائي السويداء وصلخد التابعين حتى ذلك الحين إلى حوران إداريًا، وكانت ذات سلطة على دروز الجولان والبقاع.                                                             |
| الإدارة الممتازة للواء إسكندرون   | هنري غورو | نوفمبر 1920   | كانت تابعة لولاية حلب. نتيجة تنوعها بين أتراك وعرب علويين وسنة ومسيحيين وأرمن، فصل ومنح إدارة مستقلة حتى 1926 حين انضم للدولة السورية مجددًا أيام الرئيس أحمد نامي. فصل مجددًا عام 1937 ومنح حكمًا مستقلاً، ثم ضمته تركيا عام 1939. |
| الإدارة الممتازة للجزيرة          | هنري غورو | 1920          | استحداث مقاطعة الجزيرة، نظرًا لأهميتها الاقتصادية وتنوعها الديني / العرقي. |

## الثورات السورية خلال فترة الانتداب

### الثورة السورية الكبرى

#### سير وأحداث الثورة

المجاهد أدهم خنجر.
أعدمته السلطات الفرنسية في 30 أيّار عام 1923 في بيروت.

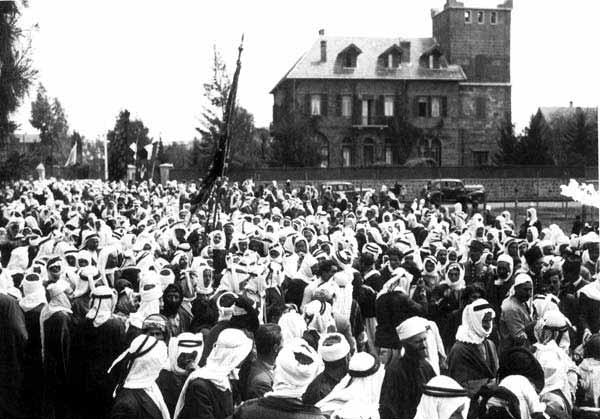
الثوار الدروز يتحضرون للذهاب مع سلطان الأطرش في عام 1925.

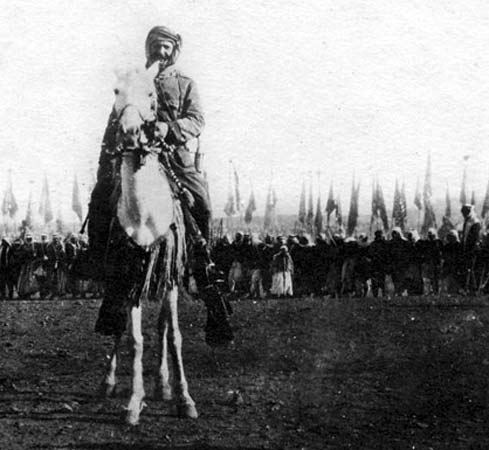
سلطان باشا الأطرش على جواده في ثورة العام 1925.

سعى الكولونيل كاترو الذي أوفده الجنرال غورو إلى جبل العرب إلى عزل الدروز عن الحركة الوطنية السورية، وأبرم في 4 آذار عام 1921 معاهدة مع العشائر الدرزية نصت على أن يؤلف جبل الدروز وحدة ادارية خاصة مستقلة عن دولة دمشق لها حاكم محلي ومجلس تمثيلي منتخبان، مقابل اعتراف الدروز بالانتداب الفرنسي، ونتيجة المعاهدة عين سليم الأطرش كأول حاكم درزي للجبل.
لم يرتح سكان الجبل للإدارة الفرنسية الجديدة، وحدث أول صدام معها في تموز من عام 1922 باعتقال المجاهد أدهم خنجر الذي كان قادماً إلى سلطان الأطرش حاملاً رسالة اليه، وقد اعتقله الفرنسيون بتهمة اشتراكه في الاعتداء على الجنرال غورو في حوران، وطلب سلطان الأطرش من القائد الفرنسي في السويداء تسليمه أدهم خنجر فأعلمه بأنه في طريقه إلى دمشق، فكلف الأطرش مجموعة من أنصاره بمهاجمة القافلة المسلحة المرافقة للمعتقل، ولكن الفرنسيون تمكنوا من نقله إلى لبنان وفي 30 أيّار عام 1923 أعدموه في بيروت.
وقد أقدم الفرنسيون على تدمير منزل سلطان باشا الأطرش في القريا في أواخر آب عام 1922 رداً على هجومه على قواتهم، وعندها قاد الأطرش الثوار الدروز طيلة عام في حرب عصابات ضد القوات الفرنسية، واستقدمت فرنسا قوات كبيرة للقضاء على الثوار مما اضطر الأطرش إلى اللجوء إلى الأردن في أواخر الصيف من عام 1922، وتحت الضغط البريطاني سلم الأطرش نفسه للفرنسيين في نيسان عام 1923 بعد أن أتفق معهم على عقد هدنة.
توفي سليم الأطرش مسموماً في دمشق عام 1924،  وعين الفرنسيون الكابتن كاربييه Carbillet حاكماً على الجبل خلافاً للإتفاق المبرم مع الدروز، حيث راح ينكل بالأهالي ويعرضهم للسجون وأعمال السخرة والملاحقة، كما عمل على تطبيق سياسة فرق تسد بإثارة الفلاحين ضد الاقطاعيين وعلى رأسهم آل الأطرش، وهو ما دفع أهالي مدينة السويداء إلى الخروج في مظاهرة عارمة احتجاجاً على ممارسات السلطات الفرنسية، الأمر الذي سرع موعد اندلاع الثورة.
ضاق الدروز بممارسات الكابتن كاربييه وهو ما دفعهم إلى إرسال وفد إلى بيروت في 6 حزيران من العام 1925 لتقديم وثيقة تطالب المفوض السامي موريس بول ساراي بتعيين حاكم درزي على الجبل بدلاً من الكابتن كاربييه Carbillet بسبب ممارساته السيئة بحق أهالي الجبل ومن بعض هذه الممارسات حسبما ورد في مذكرات الدكتور عبد الرحمن الشهبندر:
1. تخصيص عدد من رجال الجندرمة لضرب الناس وإهانتهم تنفيذاً لرغبات الكابتن كاربييه ورجال حاشيته.
2. اعتقال حامد قرقوط من أعيان قرية ذيبين خمسة أشهر بدون سبب ولا محاكمة وكان يهان ويضرب صباحاً ومساءاً.
3. جلد حسين كبول من قرية كفر اللحف حتى تمزق جلده، لأنه أهمل أن يحيي الكبورال ديوشيل أثناء مروره في الطريق العام.
4. اعتقال وهبة العشعوش في السويداء وضربه ضرباً مبرحاً لانه رفض تأجير منزله.
5. إطلاق الكبورال ديوشيل عدة طلقات من مسدسه على محمد بك الحلبي مدير العدلية العام، ولم يلقى أي عقاب على عمله الجنائي هذا.
6. اعتقال حسين صدّيق لمدة خمسة عشر يوماً لأنه لم يذهب لاستقبال الكابتن كاربييه، مع فرض غرامة قدرها 25 ليرة ذهبية على القرية لأنها لم تستقبله استقبالاً فخماً، وقد فرضت هذه الغرامة على قرية عرمان للسبب ذاته.
7. اعتقال فهد بك الأطرش قائمقام صلخد وضربه ضرباً مبرحاً دون تحقيق بناءاً على وشاية بسيطة من أحد الجواسيس.
8. فرض غرامة على أهالي السويداء قدرها 10 ليرات ذهبية لضياع قطة الليوتينان موديل زوجة أحد ضباط الحامية الفرنسية.

طرد المفوض السامي ساراي وفد الجبل ورفض مقابلتهم وأخطرهم بوجوب سرعة مغادرتهم بيروت والعودة إلى بلادهم وإلا نفاهم إلى تدمر،  فكان ذلك السبب المباشر لاندلاع الثورة السورية، حيث دعا سلطان باشا الأطرش إلى عقد اجتماع في السويداء وطافت المظاهرات أنحاء الجبل وجرى الاتصال مع عدد من الزعماء السياسيين في دمشق وعلى رأسهم الدكتور عبد الرحمن الشهبندر رئيس حزب الشعب للتشاور وتنسيق المواقف، ومع أن حزب الشعب أعلن أنه يسعى لتحقيق مبادئه وبرنامجه بالطرق القانونية المشروعة، فقد تم التعاهد بين عدد من أعضائه بصفة شخصية ووفد من الجبل على إشعال نار الثورة في سورية، واتفق الطرفان على التعاون من أجل طرد الفرنسيين من سورية وتحقيق الاستقلال والوحدة.
في تلك الفترة بدا جلياً للدكتور عبد الرحمن الشهبندر أن سورية تعيش مخاض الثورة وأن الشعب السوري مقدمٌ لا محال على نيل حريته واستقلاله، فبدأ الإتصال بزعماء ووجهاء المدن السورية يحثهم على الثورة ضد الاستعمار الفرنسي ويشحن هممهم ويعزز شعورهم الوطني ويطلب منهم بدء الكفاح المسلح لنيل الإستقلال، وكان هدف الشهبندر تشتيت القوات الفرنسية جغرافياً لإضعاف قوتها ولتخفيف الضغط عن العاصمة دمشق وجبل العرب.
ولتحقيق هذا الهدف تواصل عبد الرحمن الشهبندر مع الزعيم إبراهيم هنانو في المنطقة الشمالية، الذي كان سباقاً في مقاومة قوات الاستعمار الفرنسي منذ أن وطئت الساحل السوري في أوائل العام 1920،  وقد دامت أعمال المجاهدين في المنطقة الشمالية حتى 15 نيسان 1926 ومن أهم المعارك التي جرت في تلك الفترة معركة تل عمار، والتي كانت آخر معارك الثورة في تلك المنطقة، وجرت في أوائل شهر نيسان 1925.
كما اجتمع الشهبندر مع الوجيه محمد بك العيّاش في دمشق واتفق معه على مد الثورة إلى المنطقة الشرقية، واستطاع العيّاش تشكيل مجموعات ثورية لضرب القوات الفرنسية في مدينة دير الزور، وبالفعل وجه الثوار ضربات مؤلمة للقوات الفرنسية وكان آخرها قتل ضباط فرنسيين في منطقة عين البو جمعة على طريق دير الزور الرقة، ونتيجة الحادثة قامت الطائرات الفرنسية بقصف القرى قصفاً مدمراً وتهدمت البيوت على رؤوس الأطفال والنساء واشتعلت النيران في المزروعات والبيادر، وهلكت الماشية فكان قصفاً مرعباً ومدمراً والخسائر البشرية والمادية جسيمة، كل ذلك من أجل الضغط على الأهالي لتسليم الثوار، وقد قتل نتيجة القصف رجلين وامرأة كانت حاملاً، ومن الجرحى العشرات الذين أصيبوا بالرصاص وبشظايا قنابل الطائرات.

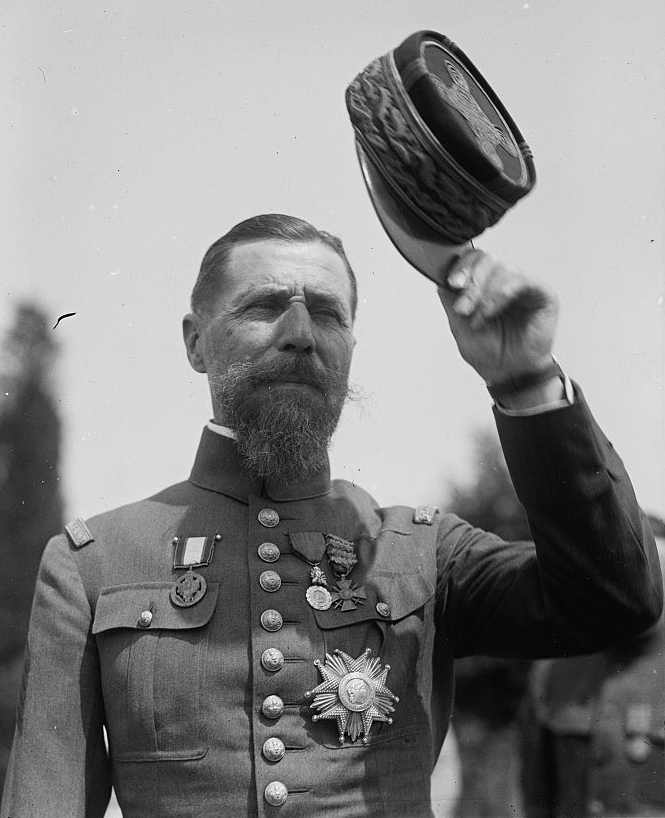
الجنرال غورو.

جرت محاكمة الثوار في مدينة حلب، وفي 5 آب عام 1925 أصدر المفوض السامي الفرنسي موريس بول ساراي في بيروت قراراً برقم (49 أس) بنفي جميع أفراد أسرة عياش الحاج من مدينة دير الزور إلى مدينة جبلة، وحكم على محمود العيّاش مع اثني عشر ثائراً من رفاقه بالإعدام، وتم تنفيذ حكم الإعدام رمياً بالرصاص في 15 ايلول عام 1925 في مدينة حلب، كما حكم على محمد العيّاش بالسجن لمدة 20 عامًا في جزيرة أرواد في محافظة طرطوس،  وإمعاناً بالتشفي والانتقام اغتالت السلطات الفرنسية عميد الأسرة عياش الحاج في أوائل عام 1926 وأقيمت صلاة الغائب على روح هذا المجاهد في كافة البقاع السورية.
وكان الدكتور عبد الرحمن الشهبندر على تواصل مع القائد فوزي القاوقجي الذي كان يتحضر لإضرام الثورة في مدينة حماة على الرغم من أنه كان معروفاً بولائه الشديد للفرنسيين ونال في جيشهم رتبة عالية ومركزاً (قيادة الجيش الوطني في حماة) قلما يناله غيره من السوريين، ولكن القاوقجي حسبما ورد في مذكرات الشهبندر كان مستاءاً من إلقاء وجهاء وعلماء مدينة حماة في السجون وأهانتهم، وتقسيم البلاد إلى حكومات، واستخدام الأسافل في الوظائف، ورفع الضرائب على المكلفين وإذكاء النعرات الطائفية بين أفراد الشعب السوري،  وفي 4 تشرين الأول عام 1925 أعلن القاوقجي الثورة في حماة وضواحيها وكاد أن يستولي على المدينة لولا قصف الطائرات العنيف للأحياء الشعبية فخرج إلى البادية لإثارة القبائل ضد الفرنسيين وتخفيف الضغط عن الثوار في المناطق الأخرى، وقد حقق انتصارات مهمة على القوات الفرنسية وحامياتها وثكناتها وأنزل بها خسائر فادحة حتى أسند إليه مجلس الثورة الوطني قيادة الثورة في منطقة الغوطة ومنحه سلطات واسعة.
وفي 11 تموز عام 1925، أرسال المفوض السامي الفرنسي موريس بول ساراي رسالة سرية إلى مندوبه في دمشق يطلب منه أن يستدعي بعضاً من زعماء الجبل بحجة التباحث معهم بشأن مطالبهم ليقوم بالقبض عليهم وإرسالهم منفيين إلى تدمر والحسكة، وقد نفذ المندوب هذه الخدعة الدنيئة فعلاً ومن الزعماء الذين تم نفيهم إلى تدمر (عقلة القطامي، الأمير حمد الأطرش، عبد الغفار الأطرش، نسيب الأطرش)، و (برجس الحمود، حسني عباس صخر، علي الأطرش، يوسف الأطرش، علي عبيد) نفوا إلى الحسكة.
ونتيجةً للسياسات والممارسات الفرنسية أقدم سلطان باشا الأطرش على إعلان الثورة في 21 تموز عام 1925، من خلال إذاعة بيان سياسي وعسكري يدعو الشعب السوري إلى الثورة على الانتداب الفرنسي، وجاء فيه:
| الانتداب الفرنسي على سوريا ولبنان | أيها العرب السوريون تذكروا أجدادكم وتاريخكم وشهداءكم وشرفكم القومي، تذكروا أن يد الله مع الجماعة، وان إرادة الشعب من إرادة الله، وان الأمم المتمدنة الناهضة لن تنالها يد البغي، لقد نهب المستعمرون أموالنا واستأثروا بمنافع بلادنا، وأقاموا الحواجز الضارة بين وطننا الواحد، وقسمونا إلى شعوب وطوائف ودويلات، وحالوا بيننا وبين حرية الدين والفكر والضمير وحرية التجارة والسفر حتى في بلادنا وأقاليمنا، إلى السلاح ايها الوطنيون إلى السلاح تحقيقاً لأماني البلاد، إلى السلاح تأييداً لسيادة الشعب وحرية الأمة، إلى السلاح بعدما سلب الأجنبي حقوقكم واستعبد بلادكم ونقض عهودكم، ولم يحافظ على شرف الوعود الرسمية، وتناسى الاماني القومية. | الانتداب الفرنسي على سوريا ولبنان |

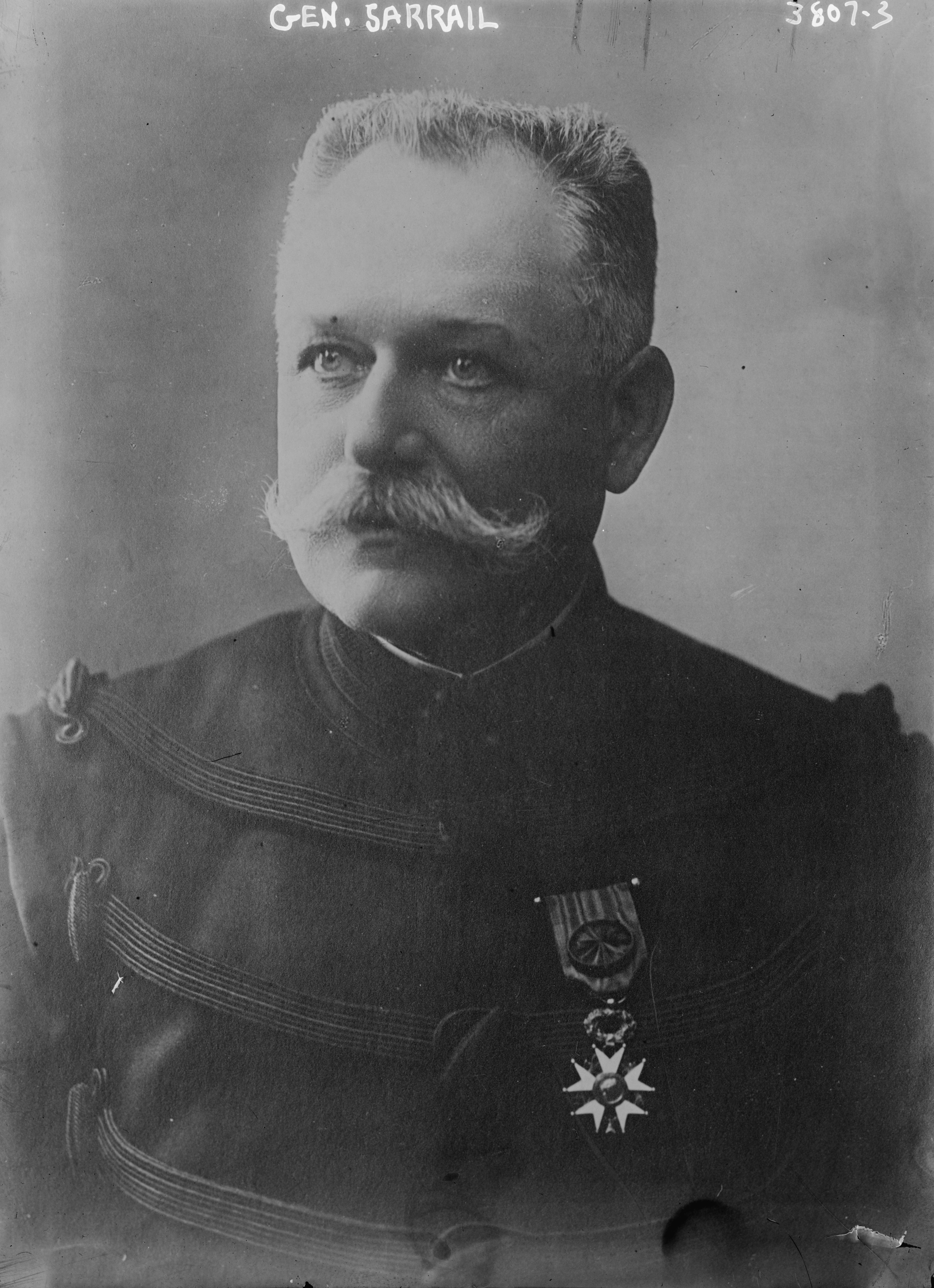
المفوض السامي موريس بول ساراي.

بدء سلطان باشا الأطرش بشن الهجمات العسكرية على القوات الفرنسية وأقدم على حرق دار المفوضية الفرنسية في صلخد ثاني أكبر مدينة في الجبل بعد السويداء واحتلها، وفي أوائل أيلول من عام 1925 هاجم الأطرش قوة فرنسية في بلدة الكفر بقيادة الكابتن نورمان وفتك رجاله بها ولم يفلت من الفرنسيين إلا بضعة أفراد، ولم يزد عدد الثوار عن مئتين بينما تجاوز عدد الجنود المائتين والستين بينهم عدد كبير من الضباط الفرنسيين، وقتل في المعركة أربعون ثائراً منهم مصطفى الأطرش شقيق سلطان باشا الأطرش.
جن جنون ساراي للهزيمة التي وقعت بقواته، وأمر بتجهيز حملة كبيرة لتأديب الثوار يتجاوز عددها الخمسة الاف جندي وعلى رأسها الجنرال ميشو وهي مجهزة بأحسن العتاد وأحدث الألات ومدعومة بالطائرات الحربية، وفي اليوم الأول من أب عام 1925 اشتبكت الحملة مع قوات الثوار في بلدة ازرع وكان عدد الثوار يقارب الثلاثة ألاف وانهزم الثوار في المعركة، وما إن حل المساء حتى هاجم الثوار مؤخرة القوات الفرنسية حيث الذخائر والمؤن واستولوا عليها وقتلوا الكثير من الجنود الفرنسيين، وفي صباح اليوم التالي تقدم مئة وسبعة عشر مجاهداً من السويداء ولحق بهم أربعمائة مجاهد من أهالي المجدل ونجران وسليم وغيرها من القرى القريبة، واشتبكوا مع القوات الفرنسية في قرية المزرعة، حيث أبيدت القوات الفرنسية ولم يسلم منها إلا زهاء الألف ومائتي جندي فروا إلى السكة الحديدية في قرية أزرع ليستقلوا القطار الذاهب إلى العاصمة دمشق، وقتل في المعركة المجاهد حمد البربور من قرية أم الرمان وكان اليد اليمنى لسلطان باشا الأطرش.
وفي 20 آب عام 1925 أرسل حزب الشعب وفداً للاجتماع بسلطان باشا الأطرش ومناقشة انضمام دمشق للثورة وضم الوفد توفيق الحلبي وأسعد البكري وزكي الدروبي، وتصادف وجود الوفد مع وجود الكابتن رينو مندوب ساراي الذي كان يفاوض الثوار باسم السلطات الفرنسية لعقد معاهدة سلام واستطاع وفد حزب الشعب اقناع الثوار بعدم التوقيع على المعاهدة، وفي أواخر آب عام 1925 اجتمعت قيادات حزب الشعب ومنهم الدكتور عبد الرحمن الشهبندر مع سلطان باشا الأطرش في قرية كفر اللحف واتفقوا على حشد خمسمائة مجاهد للهجوم على دمشق من ثلاث محاور ولكن هذا العدد لم يجتمع لدى سلطان باشا كما أن القوات العسكرية التي بدء الجنرال غملان بحشدها على طول السكة الحديدية في حوران جعلت قيادات الثوار تُعرض عن خطة مهاجمة دمشق وتتفرغ للتصدي للحملة الفرنسية،  واتفق الثوار على الزحف باتجاه قرية المسيفرة للتصدي للحملة الفرنسية الجديدة، وفي 17 أيلول عام 1925 شنو هجوماً ليلياً على القوات الفرنسية المتحصنة فيها وكاد أن يكون النصر حليفهم لولا تدخل الطائرات الفرنسية التي أجبرتهم على الانسحاب، وكانت خسائر الفرنسيين كبيرة تجاوزت التسعمائة جندي علاوة على العتاد والأليات بينما خسر الثوار أقل من مائتي مقاتل، ثم دارت معارك بين الثوار والقوات الفرنسية الزاحفة باتجاه السويداء واضطر الفرنسيون بعد احتلال مؤقت للمدينة إلى الانسحاب بعد أن قررت قيادة الثورة مد نطاقها إلى الشمال لتخفيف الضغط على الجبل.
وفي 4 تشرين الأول عام 1925، قاد فوزي القاوقجي الثوار والبدو من قبيلة الموالي في معرة النعمان وجوارها، وكاد أن يسيطر بقواته على مدينة حماة لولا تدخل الطائرات الفرنسية والتزام أعيان ووجهاء حماة الحياد واختبائهم في منازلهم ليروا ما يكون من أمر الثورة، فإذا نجحت فهم المؤسسون لها وإن فشلت فهم بعيدون عن عواقبها، على أن ذلك لا يعني أن ثورة حماة لم تأتي بثمارها بل على العكس فقد أدت إلى انسحاب القوات الفرنسية من مدينة السويداء بناءاً على طلب من المفوض السامي الفرنسي ساراي لدعم الحامية الفرنسية في مدينة حماة.

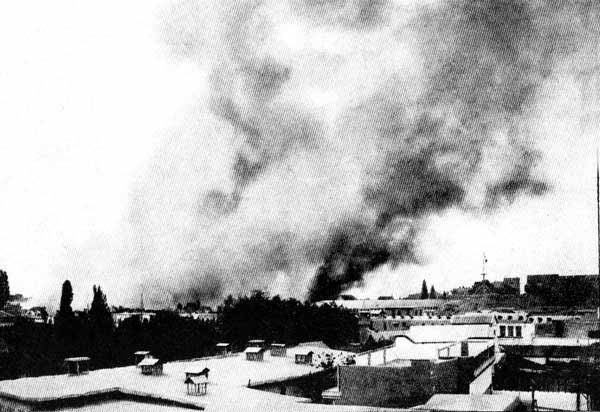
اشتعال النيران في احياء دمشق بعد أن اعطى الجنرال ساراي أوامره بقصفها بالمدفعية.

وامتدت الثورة إلى غوطة دمشق ودارت فيها معارك ضارية بين الثوار بقيادة المجاهد حسن الخراط والفرنسيين، وكانت أولى المعارك في قرية المليحة أو ما أطلق عليها الثوار معركة الزور الأولى، التي قتل فيها عدد من الجنود الفرنسيون وغنم فيها الثوار 29 حصاناً، وفي 18 أكتوبر عام 1925 دخل الثوار دمشق وكان على رأسهم نسيب بك البكري ثم انضم إليهم ثوار الشاغور وباب السلام بزعامة حسن الخراط وبقي الثوار أربعة أيام كاملة سحقوا بها جميع الجنود المعتصمين في المتاريس في حي الشاغور والميدان واضطر الجنود الفرنسيون إلى اللجوء إلى القلعة مع عوائلهم واحتموا بأبراجها.
أمر ساراي قواته بضرب دمشق بالمدافع من القلاع، وقد دمر القصف ما يزيد عن ستمائة منزل كما نهب الجنود الفرنسيون المخازن والمحال، وقد وصل لمسامع الثوار أن الجنرال ساراي قدم لدمشق لزيارة قصر العظم في البزورية، فقرروا خطفه، ولذلك دخلوا المدينة من جهة الشاغور ووصلوا إلى القصر لكن ساراي كان قد غادره على وجه السرعة، فاشتبك الثوار مع الجنود الفرنسيين واشتعلت النيران في القصر لضراوة المعركة، واستمرت المعارك بين ثوار الغوطة والقوات الفرنسية، فحدثت معركة الزور الثانية في 17 تشرين الثاني 1925، ومعركة يلدا وببيلا في 19 تشرين الثاني 1925، ومعركة حمورة في 17 كانون الأول 1925، ومعركة النبك في 14 و 15 أذار 1926.
في أواخر تشرين الأول عام 1925، كان ثوار الجبل يتجمعون في المقرن الشمالي ثم ساروا باتجاه الغرب فاحتلوا اقليم البلان ثم بلدة حاصبيا دون أدنى مقاومة من الحامية الفرنسية التي فضل قائدها الانسحاب عندما علم بوصول الثوار، ثم توجه الثوار إلى بلدة راشيا بعد أن علموا أن معركة قوية وقعت بين دروز البلدة وبين حاميتها الفرنسية، وبعد قتال شديد تمكنوا من دخول قلعتها واحتلالها.
دخل الثوار السوريون مرحلة الاستنزاف مع امتداد أمد الثورة، وعانوا من نقص الذخيرة والمؤن، وهو ما ساعد القوات الفرنسية على تشديد الخناق عليهم بجلب المزيد من القوات والنجدات المساندة، مما أضطر الثوار للنزوح إلى الأزرق في إمارة شرقي الأردن، ولم يمكنهم الإنكليز من المكوث طويلاً، فنزح سلطان الأطرش وجماعته من المجاهدين إلى وادي السرحان والنبك في شمال المملكة العربية السعودية، ثم إلى الكرك في الأردن، وقد رفض تسليم سلاحه إلى المستعمِر وحكم عليه بالإعدام.
عاد سلطان الأطرش ورفاقه إلى الوطن بعد أن أصدرت فرنسا عفواً شاملاً عن كل المجاهدين اثر توقيع المعاهدة السورية الفرنسية عام 1936، واستقبل سلطان ورفاقه في دمشق في 18 أيار عام 1937 باحتفالات شعبية كبيرة.

#### المدن السورية المشاركة بالثورة
تحركت الثورة من كل مناطق ومدن سورية بقياده عدد كبير من الوجهاء والقادة، ومن أبرز المدن السورية المشاركة في الثورة:

ثورة الساحل السوري (الشيخ المجاهد صالح العلي ):
قامت ثورة الساحل بقيادة الشيخ صالح العلي مع بدء نزول القوات الفرنسية الى الشواطئ السورية حيث بدأت ثورته ضد العثمانيين مع بداية دخول القوات الفرنسية المحتلة إلى الأراضي السورية، حيث أعلن الثورة ضدها واتخذ من منطقة الشيخ بدر مقرا له.بدأت أحداث الثورة ضدهم مع بدء نزولهم الى الشواطئ السورية فقامت بين المجاهدين وبين الجيش الفرنسي عدة معارك تكللت بالنصر له وتطورت ثورته وتنظمت بالتنسيق مع الشريف حسين ورجالات الثورة العربية الكبرى.
أحاط الشيخ العلي بمجموعة من المستشارين ومن أبرز مستشاريه غالب بيك الشعلان الذي عاونه أيضا وعزيز هارون وبعض آل محمود. وجميل ماميش من اللاذقية عضو مجلس قيادة الثورة، أنشأ نظام العقداء في الثورة. ومن أبرزهم المجاهد «العقيد» جبّور مفلح نيوف قائد قطاع بسنديانة / حمّام القراحلة / بيت ياشوط في ريف جبلة، والمجاهد أسعد إسماعيل - المجاهد علي عجيب عدرا - المجاهد علي مفلح. «العقيد» عبود مرشد قائد قطاع خرائب سالم / الدالية في ريف جبلة أيضا، والمجاهد«العقيد» علي عبد الحميد عيد قائد قطاع القطيلبية، والمجاهد «العقيد» إسبر زغيبي قرية قرقفتي في طرطوس، الذي من أبرز أحفاده الطبيب محمود جحجاح أو كما يدعي (زغيبي)، وكذلك العقيد المجاهد علي حسن زينة من قرية بيت العلوني الذي كات مختصا أيضا في صنع المتفجرات وله إلمام كبير بذلك، والمجاهد عباس حسن الرحية قرية رأس العين والمجاهد أنيس أبو فرد من طرابلس الشام والمجاهد سليم شاويش وسليم صالح من الشيخ بدر والمجاهد الشيخ علي أحمد حسين «شقيق زوجة الشيخ صالح العلي فضة» من قرية النمرية طرطوس والمدفون في قرية بيلي طرطوس. وكذلك اعتمد الشيخ على علاقته القوية بقريبه الشيخ عيسى محمد من أجل الدعم المعنوي وتشجيع المواطنين على الانخراط بالثورة في شمال الجبل نظرا للمكانة الدينية العالية التي يتمتع بها الشيخ عيسى محمد وهذا الشيخ من قرية بتمانا ومتحدر من قرية بشراغي «وهو ابن عم والدته حبابة الشيخ علي عيد ووالد صهره الشيخ محمد عيسى محمد إبراهيم» حيث ساهم النشاط الدائم للشيخ المذكور برفد الثورة بالمجاهدين والمال واستمر هذا النشاط في سبيل الثورة رغم كونه شيخا طاعنا في السن وقد توفي هذا الشيخ في عام 1925. من المصادر التي ذكرت ذلك كتاب «تاريخ الثورات السورية في عهد الانتداب الفرنسي للمؤلف أدهم آل الجندي» وذكر ذلك بعض المعمرين في الجبل وأنشأ ديوان للمراسلات والبريد.

عيٌن المجاهد عبد الرزاق المحمود من قلعة الخوابي سكرتيرا للثورة. -أنشأ محكمة عسكرية من ثلاث قضاة هم السادة: 1- المجاهد علي زاهر من قرية حمام أبو علي واصل ناحية قدموس منطقة بانياس رئيسا. 2- المجاهد محمود علي إسماعيل من قرية القمصية منطقة الشيخ بدر عضوا. 3-المجاهد محمود ضوا من قرية العصيبة منطقة بانياس عضوا. وقد أصدرت السلطة الفرنسية حكما بالإعدام نفّذ بحقهم جميعا في قرية القمصية قرب مدينة الشيخ بدر حاليا. وقبيل الإعدام بلحظات طلب المجاهد علي زاهر من خالته إيصال أبيات زجلية إلى يد الشيخ صالح. وكان الشيخ صالح يرددها بعد انتهاء الثورة متأثرا وهي:
يا صالح فرنسا لا تصالح. وعظم إلى انكسر ما ظن صالح. يا سايس قدم المهرة لصالح. بروس حوافرا تقطر دما.
من القضاة المدنيين في الثورة المجاهد الشيخ خليل الخطيب من قرية برمانة المشايخ. منطقة الشيخ بدر وهو من المشائخ الأجلاء الذين دعموا الثورة بالفعل والقول. - أسس فرقة زجل شعبي للترفيه عن المجاهدين ودب الحماسة في نفس المجاهدين. وقد كان الشيخ المجاهد يتقن العزف على الربابة - أنشأ ديوان لجمع التبرعات العينية والمالية. - كان لديه مترجم خاص. -قام بتنظيم علاقته مع الأخرين من الساسة والوجهاء عبر الرسل. - كان له رسولين خاصين بالملك فيصل والمجاهد إبراهيم هنانو قائد ثورة الشمال السوري.وله عدة لقاءات مع الزعيم أنطون سعادة مؤسسس الحزب السوري القومي الاجتماعي في بداية الثلاثينات وكان حاضرا في أول لقاء بينهما اسبر بشور من مدينة صافيتا واثنين من آل عرنوق من قرية متن الساحل طرطوس، والمجاهد سلطان باشا الأطرش قائد الثورة السورية الكبرى، والرئيس شكري القوتلي والسياسي فارس الخوري وعضو المجمع العلمي العربي في دمشق الشيخ العلامة سليمان الأحمد وعلاقات عائلية مع عائلات بيت الأشقر وكرامة وجنبلاط وارسلان وفرنجية في لبنان، وعائلات عرنوق وبشور وآل حرفوش وآل الخير وآل الخطيب من برمانة المشايخ وآل هارون وآل أزهري وآل الجابري وآل المحمود وآل هواش الذي ساندوه كثيرا بثورته أولا وبنشاطه السياسي لاحقا.

##### جبل العربوحوران، (سلطان باشا الأطرش)

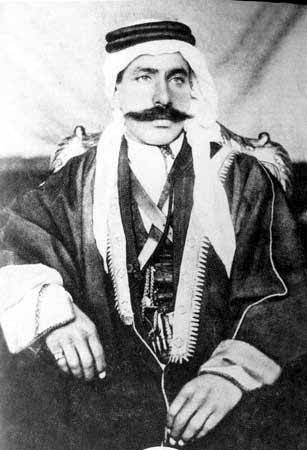
القائد سلطان باشا الأطرش، جبل العرب.

سلطان باشا الأطرش هو القائد العام للثورة السورية الكبرى، ولد في قرية القريا في محافظة السويداء منطقة صلخد في سورية في العام 1888 لعائلة الأطرش الدرزية، والده «ذوقان بن مصطفى بن إسماعيل الثاني» مؤسس المشيخة الطرشانية عام 1869، كان مجاهداً وزعيماً محلياً قاد معركة ضارية في نواحي الكفر عام 1910، وهي إحدى معارك أبناء الجبل ضد سامي باشا الفاروقي، والتي كانت تشنها السلطنة العثمانية على جبل الدروز لكسر شوكته وإخضاعه لسيطرتها، أعدمه الأتراك شنقاً بسبب تمرده عام 1911، أماّ والدة سلطان فهي «شيخة بنت إسماعيل الثاني».
أعلن سلطان باشا الأطرش تأييده للثورة العربية الكبرى بقيادة الشريف حسين في بيان قال فيه: «لم نتخذ قرارنا بتأييد الشريف حسين عن فورة عاطفية أو هوى، وانما لأننا نستلهم من تاريخ طائفتنا الطويل مواقفها السياسية والحربية المماثلة ضد العناصر الاعجمية التي تمكنت بنا في الداخل، والغزاة الطامعين الذين اتوا لاستعمارنا وسلب خيراتنا من الخارج»  وعلى إثرها جند الأطرش مجموعات من شباب بلدته ومن القرى المجاورة في الجبل لتكون طليعة الجيش العربي في تحرير دمشق، وفي 5 ايلول عام 1918، زحف سلطان باشا الأطرش إلى دمشق مع قوات الجيش العربي، واشترك في معركة تلال المانع قرب الكسوة، وكان في طليعة القوات التي دخلت دمشق قبل وصول الملك فيصل ببضعة أيام، ورفعت العلم العربي على دار الحكومة وعلى دار البلدية في ساحة المرجة في بدمشق.
وفي 21 تموز عام 1925، أضرم سلطان باشا الأطرش نار الثورة السورية الكبرى بالبيان الذي أذاعه وجاء فيه: «إلى السلاح ايها الوطنيون إلى السلاح تحقيقا لأماني البلاد، إلى السلاح تأييدا لسيادة الشعب وحرية الأمة، إلى السلاح بعدما سلب الاجنبي حقوقكم واستعبد بلادكم، ونقض عهودكم ولم يحافظ على شرف الوعود الرسمية، وتناسى الأماني القومية»، وخلال الثورة خاض الأطرش معارك كثيرة ومنها معركة الكفر في 20 تموز عام 1925 ومعركة المزرعة في أول آب عام 1925 ومعركة المسيرفة والسويداء، وقد هزت هذه المعارك سلطات الانتداب الفرنسي، وجدت نفسها أمام مأزق كبير فلجأت إلى إرسال آلاف الجنود إلى سورية ولبنان مزودين بأحدث الأسلحة مقابل قلة مصادر تموين الثوار، مما أدى إلى قلب الميزان لصالح الفرنسيين، فأعادوا سيطرتهم على كثير من المدن التي حررها الثوار.
أستمر الفرنسيون بتشديد خناقهم على الثوار وجلبوا حملات متتالية ونجدات جديدة، فاضطر الثوار إلى للنزوح إلى الأزرق في إمارة شرقي الأردن، ولم يمكنهم الإنكليز من المكوث طويلاً، فنزح سلطان الأطرش وجماعته من المجاهدين إلى وادي السرحان والنبك في شمال المملكة العربية السعودية، ثم إلى الكرك في الأردن، وقد رفض تسليم سلاحه إلى المستعمِر وحكم عليه بالإعدام.
عاد سلطان الأطرش ورفاقه إلى الوطن بعد أن أصدرت فرنسا عفواً شاملاً عن كل المجاهدين اثر توقيع المعاهدة السورية الفرنسية عام 1936، واستقبل سلطان ورفاقه في دمشق في 18 أيار عام 1937 باحتفالات شعبية كبيرة.
وفي 26 آذار عام 1982 توفي القائد سلطان باشا الأطرش عن عمر ناهز 91 عاماً، وقد نعاه الرئيس حافظ الأسد، وألقى على جثمانه نظرة الوداع في بيته في القريّا، وكان مأتمه يوماً تاريخياً مشهوداً حشد أكثر من نصف مليون من المشيعين، وحمل نعشه في طائرة مروحية حلّقت فوق مواقع المعارك الخالدة التي خاضها ودفن في قريته القريّا محمولاً على عربة مدفع.
عرف عن سلطان باشا الأطرش تمسكه بالعادات والتقاليد والقيم والشهامة الاصيلة، فكان لا يسكت على ضيم، ولا يقبل اهانة الضيف، ولا يبخل على الوطن والامة بشيء يملكه، وقد قيل فيه كلام كثير، وكان الشاعر القروي رشيد سليم الخوري أحد الذين تأثروا بثورته، فقال يخاطبه:

##### دمشق، (عبد الرحمن الشهبندر)

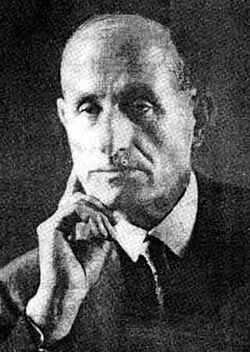
الدكتور عبد الرحمن الشهبندر، دمشق.

الدكتور عبد الرحمن الشهبندر العقل المدبر للثورة السورية الكبرى، 
من مواليد دمشق عام 1879، انضم إلى الحلقة الإصلاحية المناهضة للحكم العثماني والتي كان يرأسها الشيخ طاهر الجزائري في سن مبكرة، وقُدم إلى المحاكمة بتهمة الاشتراك في تأليف رسالة موضوعها (الفقه والتصوف) وكاد أن يسجن وربما يعدم بسبب هذا الانضمام وبسبب مقال في صحيفة المقطم المصرية حول خلافة السلطان عبد الحميد الثاني غير أن صغر سنه يومذاك أنقذه من السجن أو مما هو أخطر من السجن.
في عام 1922 قدِم مستر كراين إلى دمشق على رأس لجنة دولية فاستقبلته الجماهير مطالبة بالاستقلال وحرية الجمهورية السورية من الانتداب الفرنسي ونتيجة لذلك اعتقلت القوات الفرنسية الكثير من الوطنيين الأحرار في سورية ولبنان وكان من بينهم عبد الرحمن الشهبندر ثم حكمت عليه الحكومة الفرنسية آنذاك بالسجن لمدة 20 عامًا ثم النفي إلى منطقة بيت الدين في لبنان ومن ثم إلى جزيرة أرواد، بعد عام ونصف صدر عفو عنه فسافر إلى أوروبا وأمريكا بهدف شرح الحقائق وتوضيح الممارسات الفرنسية على كل من سورية ولبنان فكان أول سياسي عربي سافر إلى الغرب لإيضاح الأمور على حقائقها.
ومنذ عودته إلى دمشق في تموز عام 1924 أخذ يعمل على تنظيم العمل السياسي ويدعو إلى الوحدة العربية ويطالب بإلغاء الانتداب، وإقامة جمهورية سورية في نطاق الاتحاد مع جميع البلدان العربية المستقلة، ولتحقيق ذلك ومنذ بدء إرهاصات الثورة بادر الشهبندر إلى الإتصال بزعماء ووجهاء المدن السورية يحثهم على الثورة ضد الاستعمار الفرنسي ويشحن هممهم ويعزز شعورهم الوطني ويطلب منهم بدء الكفاح المسلح لنيل الإستقلال وتحقيق الحلم الوطني العربي بأقامة الجمهورية العربية السورية، فكان على اتصال بالمجاهد سلطان باشا الأطرش في جبل العرب وحسن الخراط في غوطة دمشق وإبراهيم هنانو في المنطقة الشمالية ومحمد العيّاش في المنطقة الشرقية  وفوزي القاوقجي في حماة.
ما إن ترامى إلى سمع الشهبندر عن نية زعماء الجبل وفي مقدمتهم سلطان باشا الأطرش إعلان الثورة ضد الفرنسيين وإنقاذ البلاد من براثن احتلالهم، حتى التحق بصفوف الثوار وقاتل معهم وكان أكثر المقاتلين شهرة وحين تهدأ المعارك يهتم بمعالجة الجرحى، ولكن الفرنسيين أرغموا الثورة على التقهقر إلى الجنوب فانتقل الطبيب عبد الرحمن الشهبندر والقائد سلطان باشا الأطرش إلى منطقة الأزرق، ومن الأزرق غادر الشهيندر إلى العراق من جديد ومن ثم إلى مصر، واستقر في القاهرة عشرة أعوام، بعد أن حكمت عليه السلطة الفرنسية بالإعدام، وكان خلالها يعمل للقضية العربية بالتعاون مع اللجنة التنفيذية للمؤتمر السوري الفلسطيني بالإضافة إلى ممارسته مهنة الطب.
بتوقيع معاهدة عام 1936 في باريس بين الوفد السوري والفرنسيين، ألغيت أحكام الإعدام وقرارات النفي، فعاد عبد الرحمن الشهبندر إلى دمشق في 11 أيار عام 1937، ولكنه عاد ليهاجم الاتفاقية في كل مكان، بعد أن قوبل باستقبال ضخم خرجت فيه الآلاف لاستقباله، طاف بعدها في كل المدن السورية يندّد بالتفاوض مع الفرنسيين ويدعو إلى كل أشكال الاحتجاج على الاحتلال، بما في ذلك الإضرابات والمقاطعة والمظاهرات.
في صباح 6 تموز عام 1940 عندما كان الشهبندر في عيادته دخل إليه ثلاثة أشخاص تظاهروا أنهم يحملون مريضاً وأطلق أحدهم النار عليه فأصابه في رأسه وأرداه قتيلاً، وشيع جثمانه في دمشق ودفن أمام قبر صلاح الدين الأيوبي في الجامع الأموي.

##### غوطة دمشق، (حسن الخراط)

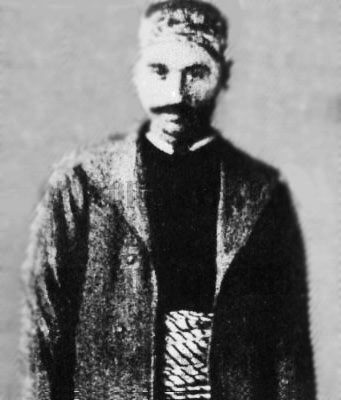
المجاهد حسن الخراط، غوطة دمشق.

حسن ابن محمد الخراط، من أوائل زعماء الثورة السورية بدمشق، ولد بدمشق في حي الشاغور بزقاق المزار عام 1861،  لم يتلق العلم في المدارس، وعمل حارساً في أحد بساتين الشاغور، ثم انتسب إلى سلك الحراس التابع لمديرية شرطة دمشق فكان برتبة نقيب حراس.
وقد كان على توصل مع نسيب البكري (أحد وجهاء دمشق)، الذي اجتمع مع الشهبندر في اب من العام 1925 واتفقا على بدأ الثورة في غوطة دمشق، وعلى أثرها شكل الخراط مجموعة ثورية سميت بالعصابات الشاغورية واشتق اسمها من حي الشاغور الذي اتخذه الخراط منطلقاً لهجماته ضد القوات الفرنسية، وبعد أن ذاع سيطه أنضم إليه مقاتلين من مختلف الأحياء والقرى الدمشقية. وشن الثوار بقيادته هجمات ليلية على المنشآت الفرنسية في أحياء الشاغور وسوق ساروجة والجزماتية، واستطاعوا تدمير جميع الأبنية الفرنسية في هذه المناطق، كما كبدوا القوات الفرنسية خسائر جسيمة في الأرواح واغتنموا اسلحتها واحتجزوا عدداً من جنودها كرهائن.
أحس الفرنسيون بخطر حسن الخراط فجهزوا حملة لتأديبه وحفاظ هيبتهم، فخرجت الحملة إلى زور بلدة المليحة في غوطة دمشق، فلقيهم الخراط ومن معه هناك وتمكن من أخذ ما معهم من الخيل والسلاح، وبعد أن أسر رئيس الدرك (رفيق العظمة) أرسله إلى جبل العرب، وعرفت هذه المعركة باسم معركة الزور الأولى (الزور: هو الأرض الكثيفة الشجر)، وبعدها كانت معركة الزور الثانية وهدفها الانتقام من الثوار، فدارت المعركة عنيفة عند جسر الغيضة وتم فيها إسقاط طائرة فرنسية، وأصيب حسن الخراط في كتفه وأسعف.
وفي السادسة مساء من يوم الأحد 18 تشرين أول عام 1925، قاد الخراط هجوماً كبيراً ضد الجيش الفرنسي في دمشق، مستهدفاً مقر الحكم الفرنسي في قصر العظم والذي كان مقراً لإقامة المفوض السامي الفرنسي موريس ساراي، وبعد قتال ضارٍ سيطر على القصر بعد أن دمرت بواباته وغرفه، وكانت ردة الفعل شديدة من الفرنسيين الذين قصفوا دمشق بالمدفعية والطيران، فدمر جزء كبير من أحيائها ومبانيها وهجر أهلها، ثم دخلت المصفحات الفرنسية المدينة لتقتل كل من تراه أمامها، مستعملة سياسة الأرض المحروقة، وهو ما اضطر الثوار للانسحاب منها والتمركز في بساتين الغوطة الشرقية.
بقي الخراط يقضّ مضاجع الفرنسيين ويغير على مراكزهم، فيقتل من جنودهم، ويغنم من أسلحتهم، ثم يلوذ هو وجنوده بالغوطة الشرقية، إلى أن حاصره الفرنسيون في بستان الذهبي في إحدى قرى الغوطة الشرقية، وألقوا عليه وابلاً من الحمم أدت إلى مقتله في 25 كانون الأول عام 1925، فلما علم الفرنسيون بمقتله، فرحوا فرحاً عظيماً، وقاموا بتوزيع الأوسمة على كافة ضباط الجيش الفرنسي الذين شاركوا في القصف والمعارك في ذلك اليوم.

##### دير الزور، (عائلة عياش الحاج)

المجاهد عياش الحاج، دير الزور.

تعرضت عائلة عياش الحاج بكاملها لبطش السلطات العسكرية الفرنسية بعد أن اتهمتهم بالتحضير لثورة وادي الفرات تزامناً مع اندلاع الثورة السورية الكبرى، وقد بدأت مسيرة الأسرة النضالية باجتماع محمد العيّاش مع الدكتور عبد الرحمن الشهبندر زعيم حزب الشعب في دمشق واتفقا على مد الثورة إلى منطقة الفرات وفتح جبهة ضد الفرنسيين لتشتيت قواتهم وتخفيف الضغط عن ثوار الغوطة وجبل العرب.
عاد بعدها العيّاش من دمشق وبدأ يعد العدة بإثارة غيرة وحماسة أهالي مدينة دير الزور، واتفق مع أخيه محمود على أن يذهب إلى قرى عشيرة البو سرايا التي تقطن غربي مدينة دير الزور ويجمعهم علاقة صداقة قوية مع والده عياش الحاج، وأن يشكل معهم مجموعات ثورية لضرب القوات الفرنسية،  واستطاع العيّاش تجنيد بعض الأشخاص الذين يعملون مع الفرنسيين في مراكز الترجمة وغيرها ليعلموه بالأخبار عن أوضاع وتحركات الفرنسيين ونشاطاتهم وعن توقيت عملياتهم العسكرية ويقوم العيّاش بتوجيه الثوار لضرب القوات الفرنسية.
واستطاع الثوار توجيه ضربات مؤلمة للقوات الفرنسية وكان أخرها الهجوم على سيارة تقل ضباطاً فرنسيين مع سائقهم في منطقة عين البو جمعة على طريق دير الزور الرقة، وقد ألقى الثوار القبض على الضباط واقتادوهم مع سيارتهم بعد أن غنموا أسلحتهم إلى مكان جنوب مكان الحادثة في البادية يسمى «العكيصية»، وألقوا بهم مع سائقهم في أحد الآبار المهجورة حيث لفظوا أنفاسهم الأخيرة، وكان ذلك في مطلع شهر حزيران عام 1925 ثم انسحبوا إلى شواطئ الفرات حيث الغابات والجزر النهرية.
جن جنون الفرنسيين بفقدان الاتصال بالضباط وبدأت حملة كبيرة اشتركت بها الطائرات الفرنسية للبحث عنهم، وعندما عثروا على جثثهم واستدلوا من مخبريهم عن أسماء الثوار، تحركت قوة عسكرية كبيرة اشتركت فيها المدافع والطائرات، وطوقت عشيرة البوسرايا، وقامت طائرات فرنسية بقصف منازل العشيرة قصفاً مدمراً، وتهدمت البيوت على رؤوس الأطفال والنساء واشتعلت النيران في المزروعات والبيادر، وهلكت الماشية فكان قصفاً مرعباً ومدمراً والخسائر البشرية والمادية جسيمة، كل ذلك من أجل الضغط على الأهالي لتسليم الثوار، وقد قتل نتيجة القصف رجلين وامرأة كانت حاملاً، ومن الجرحى العشرات الذين أصيبوا بالرصاص وبشظايا قنابل الطائرات.
وعندما اقتنع الفرنسيون بأن القصف لا يجدي لجأوا إلى وسيلة دنيئة فيها الكثير من الخسة والنذالة حيث هددوا باعتقال نساء الثوار وأمهاتهم وأخواتهم حتى يسلَم الثوار أنفسهم للفرنسيين، وعندما وصل الخبر إلى الثوار وقع عليهم كالصاعقة، إلا أن شرف العربي تهون دونه الأرواح، فخرجوا من مخابئهم وسلموا أنفسهم وهم مرفوعي الرأس فسلمت العذارى والنساء من الغدر المبيت.
جرت محاكمة الثوار في مدينة حلب ووكلت أسرة عيّاش الحاج المحامي فتح الله الصقال للدفاع عنها،  واستمعت المحكمة إلى الكابتن (بونو) رئيس الاستخبارات الفرنسية بدير الزور الذي قال: «إذا كان كل من الاشقياء، الذين اقترفوا هذا الجرم الفظيع يستحق الموت مرة واحدة فإن محمد العيّاش زعيم العصابة يستحق الشنق مرتين». وفي 5 آب عام 1925 أصدر المفوض السامي الفرنسي في بيروت قراراً برقم (49 أس) بنفي جميع أفراد أسرة عياش الحاج إلى مدينة جبلة وحكم على محمود العيّاش مع اثنا عشر ثائراً من رفاقه بالإعدام وتم تنفيذ حكم الإعدام رمياً بالرصاص في 15 ايلول 1925 في مدينة حلب، كما حكم على محمد العيّاش بالسجن لمدة 20 عامًا في جزيرة أرواد في محافظة طرطوس.
وإمعاناً بالتشفي والانتقام استغلت السلطات الفرنسية تردد عيّاش الحاج على مقهى خارج مدينة جبلة ودبرت من دس له السم في قهوته، ومانعت السلطات الفرنسية من نقل جثمانه إلى ديرالزور، لأسباب تتعلق بالأمن العام، ودفن في جبلة في مسجد السلطان إبراهيم الأدهم، ليتنفس الفرنسيون الصعداء بعد وفاته، لأن الحوادث التي كانت تقع في منطقة الفرات، كانت تجري برأيه وأمره وهو في منفاه، وأقيمت صلاة الغائب على روح هذا المجاهد في كافة البقاع السورية. بقيت عائلة عيّاش الحاج في مدينة جبلة حتى صدور قرار العفو الفرنسي عام 1929 وعادوا بعدها إلى مدينة دير الزور.

##### إدلب، (إبراهيم هنانو)

الزعيم إبراهيم هنانو، أدلب.

إبراهيم بن سليمان آغا بن محمد هنانو، من أبرز قادة الثورة السورية الكبرى ضد المستعمر الفرنسي، ولد في بلدة كفر تخاريم في محافظة إدلب غربي حلب في سورية لأسرة غنية من أصول كردية، وكان والده سليمان آغا أحد أكبر أثرياء مدينة كفر تخاريم.
بدأ إبراهيم هنانو نضاله الثوري منذ أن وطئت قوات الاستعمار الفرنسي الساحل السوري في أوائل عام 1920 وتحركت نحو الداخل السوري، حيث استدعى عدد من أهالي قريته الذين يثق بوطنيتهم وقدراتهم لتشكيل أول مجموعة جهادية في المنطقة الشمالية أطلق عليها اسم «جمعية الدفاع الوطني»، وبدء عدد المقاتلين المنتسبين لهذه المجموعة بالازدياد حتى وصل إلى خمسين رجلاً في قرية كفر تخاريم، وبدأت حركة تجنيد مماثلة في القرى المجاورة حتى أصبح عدد المجاهدين 400 مجاهد، وقامت هذه القوة بالهجوم ليلة 18-19 نيسان عام 1920 على حارم فهزمت الفرنسيين وأجبرتهم على الانسحاب إلى القلعة الرومانية المجاورة قرب القصبة، وبقيت هذه القوة محاصرة حتى دخول القوات الفرنسية دمشق في 25 تموز عام 1920.
انطلق هنانو في شهر آب عام 1920 إلى مدينة مرعش ليقابل قائد الفيلق الثاني التركي، حيث عقد معه اتفاقية كي تمد الحكومة التركية الثورة بالأسلحة والذخيرة، وتم توقيع هذه الاتفاقية في 6 أيلول من عام 1920، عاد بعدها هنانو إلى سورية وبدأ ينظم صفوف المجاهدين من جديد وبعد استتباب الأمور التنظيمية قام هنانو بإعلان الثورة في أواسط شهر أيلول عام 1920 بإذاعة خطابه الشهير الذي وجهه لأبناء الشعب السوري وقد قال فيه:
| الانتداب الفرنسي على سوريا ولبنان | يا أبناء سورية الأشاوس، يا أباة الضيم، من قمة هذا الجبل الأشمّ أستصرخ ضمائركم، وأقول لكم، إن بلادنا العزيزة أصبحت اليوم محتلة، مهددة من قِبَل المستعمرين، أولئك الذين اعتدوا على قدسية استقلالنا وحرياتنا، فيا أبطال الوغى، ويا حماة الديار، إلى الجهاد، إلى النضال عملاً بقوله تعالى: {وجاهدوا بأموالكم وأنفسكم}". | الانتداب الفرنسي على سوريا ولبنان |

حُكم على هنانو أربع أحكام غيابية بالإعدام من قبل محكمة الجنايات العسكرية الفرنسية، ومع سيطرة الفرنسيون على الطرق، ونقص الدعم العسكري لهنانو، إضطر في أوائل حزيران من عام 1921 إلى مغادرة معاقله إلى الجنوب حيث حاول التفاوض مع الشريف عبد الله، في الطريق إلى شرق الأردن تعرض لكمين قرب جبل الشعر بالقرب من حماة في 16 حزيران عام 1921، في معركة مكسر الحصان حيث فقد معظم من كان معه واستطاع النجاة بنفسه وتم القضاء على ثورته.
لم تكن تطلعات هنانو السياسية ملائمة للشريف عبد الله ولم يتم اللقاء بينهما، فأكمل هنانو طريقه إلى القدس حيث قبض عليه الإنجليز في 13 اب عام 1921 وسلموه إلى الفرنسيين، وبعد القبض علي هنانو قدم إلى محكمة الجنايات العسكرية الفرنسية بتهمة الإخلال بالأمن والقيام بأعمال إجرامية، وعقدت المحاكمة أول جلساتها في 15 أذار عام 1922 في ظل إجراءات أمن مشددة، وطالب النائب العام الفرنسي المحكمة بإعدامه قائلا «لو أن لهنانو سبعة رؤوس لطلبت قطعها جميعاً»، وخوفاً من تصاعد الثورة وخوفاً من غضب الشعب قررت المحكمة براءته.
ولما نشبت الثورة السورية الكبرى عام 1925، اتصل الزعيم إبراهيم هنانو بالثوار من أجل إعداد سرية مجاهدين لدعم الثورة، لكن هذه السرية تم تطويقها في كفر تخاريم من قبل الفرنسيين وفكت الحصار بعد معركة شرسة، وقد دامت أعمال المجاهدين في المنطقة الشمالية في تلك الفترة من 20 كانون الأول عام 1925 وحتى 15 نيسان عام 1926 ومن أهم المعارك التي جرت في تلك الفترة معركة تل عمار، والتي كانت آخر معارك الثورة في المنطقة الشمالية، وجرت في أوائل شهر نيسان عام 1925.
تحول إبراهيم هنانو بعد ذلك للعمل السياسي فاصبح أحد أعضاء الكتلة الوطنية، وتولى زعامة الحركة الوطنية في شمال سورية، وفي عام 1928 تم تعينه رئيساً للجنة الدستور في الجمعية التأسيسية لوضع الدستور السوري، إلا أن المفوض السامي الفرنسي سعى إلى تعطيل الجمعية التأسيسية والدستور مما أدى إلى خروج مظاهرات تطالب بتنفيذ بنود الدستور، وفي عام 1932 وفي مؤتمر الكتلة الوطنية انتخب إبراهيم هنانو زعيما للكتلة الوطنية، وفي عام 1933 لعب دوراً في استقالة حكومة حقي بيك العظم، بسبب نيتها الموافقة على المعاهدة الفرنسية.
توفي إبراهيم هنانو عام 1935 بعد صراع مع المرض، وشيع جثمانه في مدينة حلب حيث سار في موكب التشييع أكثر من 150 ألفاً وامتد التشييع من الجامع الأموي في حلب إلى مقبرة الشيخ الثعلبي في الجهة الغربية من المدينة.

##### حماة، (فوزي القاوقجي)

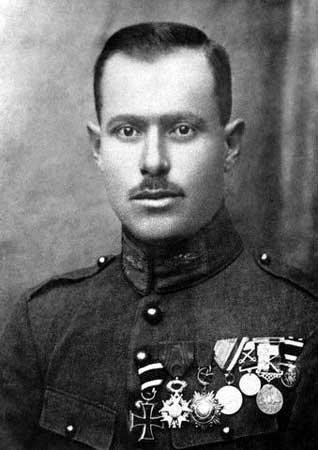
القائد فوزي القاوقجي، حماة.

ولد فوزي القاوقجي في طرابلس بلبنان عام 1890، التحق بالجيش العثماني وتخرج عام 1912 ضابطاً في سلاح الخيالة، وكان مقره في مدينة الموصل، وهناك بدأت مواهبه بالبروز فصار بعد وقت قصير معلِّماً للفروسية في كتيبته ثم محاضراً لضباط الفيلق وقواده مما أتاح له فرصة كبيرة للتعرف على أكبر عدد ممكن من الضباط العرب في وقت كان العراق في طليعة المناطق العربية التي تأججت فيها المشاعر القومية.
نظر بشك وريبة إلى الثورة العربية الكبرى التي اعلنها الشريف حسين في الحجاز بسبب معاونة الإنجليز للشريف حسين، لأدراكه أن الإنجليز لا يساعدون الشعوب العربية حرصاً على مصلحتهم في الوقت الذي يساعدون اليهود على انتزاع فلسطين، ويبرمون في الوقت عينه اتفاقية سايكس بيكو التي يقتسمون بموجبها المنطقة مع فرنسا، ولهذا آثر القاوقجي الولاء للجيش العثماني حتى نهاية الحرب العالمية الأولى، وظل يقاتل في صفوف الأتراك رغم مضايقتهم له وكرهه لتسلطتهم وتيقنه من خسارتهم.
عاد القاوقجي فور انتهاء الحرب إلى مسقط رأسه طرابلس عام 1918، وأقام هناك إلى أن زارها الملك فيصل بن الحسين ودعاه إلى العمل في خدمة الدولة العربية الجديدة فقبل الدعوة، وقد عُين في الشعبة الثالثة في ديوان الشورى الحربي وهناك تكشف له غدر الحلفاء فطلب نقله إلى إحدى الوحدات العاملة، فعُين آمر السرية الأولى من لواء الخيالة الهاشمي، ولدى دخول الفرنسيين دمشق عام 1920 كان القاوقجي يتولى حراسة قصر الملك فيصل وقلعة دمشق.
آلمه خسارة الجيش السوري لمعركة ميسلون واستشهاد وزير الحربية يوسف العظمة عام 1920 وحزّ في نفسه دخول الفرنسيين دمشق مستعمرين فصمَّم منذ تلك اللحظة على التخطيط للثأر والتحرير مهما بلغت التضحيات، ولهذا بدأ يعد للثورة ويدعو لها وينظم الخلايا وتواصل مع القائد إبراهيم هنانو في الشمال وبعد قيام الثورة السورية الكبرى بقيادة سلطان باشا الأطرش أعلن القاوقجي من جهته الثورة في حماة وضواحيها وكاد أن يستولي على المدينة لولا قصف الطائرات العنيف للأحياء الشعبية فخرج إلى البادية لإثارة القبائل ضد الفرنسيين وتخفيف الضغط عن الثوار في المناطق الأخرى، وقد حقق انتصارات مهمة على القوات الفرنسية وحامياتها وثكناتها وأنزل بها خسائر فادحة حتى أسند إليه مجلس الثورة الوطني قيادة الثورة في منطقة الغوطة ومنحه سلطات واسعة.
بقي القاوقجي متنقلاً بين حماة والغوطة والقلمون على مدى ثلاث سنوات خاض عشرات المعارك وكبد الفرنسيين خسائر فادحة، وكان هدفه تخفيف الضغط على الثوار في جنوب سورية، ووصلت أصداؤها إلى طرابلس وجرود عكار والضنية إلى درجة أن الفرنسيين جمعوا أعيان طرابلس وهددوا بقصف المدينة من البحر بعد أن نفوا عبد اللطيف البيسار وعبد الحميد كرامي وآخرين إلى جزيرة أرواد.
وبقي القاوقجي يقاوم من موقع إلى موقع ومن منطقة إلى أُخرى حتى اضطره النقص الهائل في العتاد والسلاح واستشهاد عدد كبير من المجاهدين معه إلى اللجوء إلى جبل العرب، وبقي فترة إلى أن استدعته اللجنة الثورية إلى عمّان والقدس عام 1927، وكلف بالسفر إلى تركيا لإقناعها بمساعدة الثورة السورية وأمام عدم تلقيه أي دعم أدرك أن الثورة لن يكتب لها النجاح في ظل هذا الوضع العربي المتردى حيث الخلافات قد اشتدت بين الزعماء السياسيين للثورة، وقلة أو انعدام الدعم للثوار.
أسندت جامعة الدول العربية إلى فوزي القاوقجي عام 1947 قيادة جيش الإنقاذ للدفاع عن فلسطين وقضيتها العادلة وذلك على أثر المعارك الضارية في فلسطين بين العرب واليهود، فأبلى القاوقجي بلاء حسناً في كل المعارك التي خاضها، إلى أن فوجئ بإبرام الهدنة بين الأنظمة العربية يومذاك والصهاينة وأدرك أن التآمر قد فعل فعله في اللحظات الحاسمة، وأمام انقطاع المؤن والنقص في العتاد والذخائر انسحب إلى جنوب لبنان وقدم استقالته إلى الامين العام لجامعة الدول العربية عبد الرحمن عزام، عاد بعدها القاوقجي إلى دمشق ثم انتقل للعيش في بيروت إلى أن وافته المنية في كانون الأول من عام 1976.

#### نتائج الثورة

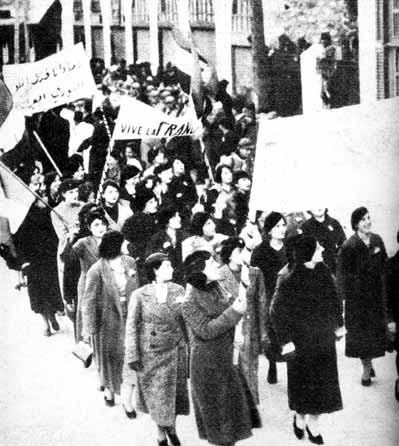
مظاهرة نسائية في دمشق خلال احتجاجات 1939 احتجاجًا على ضم لواء إسكندرون لتركية.

حققت الثورة نتائج كبيرة على صعيد النضال الوطني والسعي لتحقيق الاستقلال التام عن فرنسا، ومن أبرز هذه النتائج:
1. زعزعت هذه التحركات الكبيرة كثيرًا سياسة الفرنسيين في سورية وأصبحوا على قناعة تامة بأن الشعب في سورية لن يرضخ ولا بد من تأسيس حكومة سورية وطنية والرضوخ لأرادة الشعب وثورته الكبرى، كما أصبحوا على قناعة تامة بضرورة الجلاء عن سورية ومنحها استقلالها التام، ففي عام 1928م قدم النائب (سيكست كوانتين) اقتراحاً بإرجاع سورية ولبنان إلى عهدة عصبة الأمم تخلصاً من الدم المراق فيهما والمصاريف، فنال اقتراحه مائتي صوت من أصل أربعمائة وثمانين صوتاً.
2. أدت الثورة لبعث الحركة الداعية إلى إقامة حكومة ملكية في سورية، حيث يرى أنصار هذا المشروع انه الضمانة الوحيدة لقيام التعاون الصادق المستمر لتنفيذ الانتداب، فكان علي بن الحسين المرشح لهذا العرش إلا إن المشروع فشل بسبب رفض السوريين له.
3. أجبرت الثورة فرنسا على إعادة توحيد سورية بعد أن قسمتها إلى أربع دويلات (دمشق، وحلب، وجبل العلويين وجبل الدروز).
4. اضطرت إلى الموافقة على إجراء انتخابات فازت فيها المعارضة الوطنية بقيادة إبراهيم هنانو وهاشم الأتاسي.
5. اضطرت فرنسا إلى إجراء إصلاحات إدارية من عزل مفوضها السامي وضباطها العسكريين في سورية وتعيين البدائل عنهم، كما حصل مثلاً مع المفوض السامي ساراي بعـد مهاجمة الثـوار لقصر العظـم بدمشق، فعينت مندوباً مدنياً جديداً وهو (دي جوفنيل).
6. أجبرت فرنسا على إرسال أبرز قياديها في الحرب العالمية الأولى مثل الجنرال (غاملان) بعد تزايد قوة الثوار وانتصاراتهم.
7. مهدت لخروج الفرنسيين نهائياً من سورية عام 1946 حيث أستمر النضال بشكله السياسي.
8. قصفت دمشق بالطيران لمدة 24 ساعة متواصلة، وخلو بعض القرى في جبل العرب من أهلها نتيجة لتدميرها وحرقها.
9. كانت الثورة انتصارا للوعي القومي والوطني على الإقليمية والطائفية حيث كان أهم شعاراتها التي أطلقها قائدها الدين لله والوطن للجميع.

#### شهداء الثورة السورية الكبرى
بلغ عدد قتلى الثورة السورية الكبرى 4213 قتيل موزعين على المحافظات السورية التالية:
- 315 شهيد حلب وادلب.
- 331 شهيد اللاذقية طرطوس والساحل.
- 731 شهيد دمشق والغوطتين.
- 150 شهيد حماة.
- 250 شهيد حمص والنبك والقلمون.
- 71 شهيد دير الزور والجزيرة.
- 34 شهيد درعا.
- 2064 شهيد جبل العرب (السويداء).
- 267 شهيد إقليم البلان، راشيا مجدل شمس، والقرى التي حولها أقارب أهل الجبل من لبنان وفلسطين.

#### من ذاكرة الثورة
يُذكر أن المجاهد سلطان كان ومع فرقة من الثوار يعبرون منطقة جبلية وعرة متجهين إلى الأردن، ويقال أنه قد تم نصب كمين لهم من قبل الفرنسيين الذين لم يستطيعوا تتبعهم من دون تغطية لطيرانهم الجوي، وفي ساعةٍ مبكرة فوجئ الثوار بقصف جوي كثيف وعلى حين غرة، فراح المجاهدون ينجون بأرواحهم مختبئين بين الصخور المتناثرة على جانب الطريق، ويذكر أن المجاهد سلطان ظل ممتطيا ً جواده غير آبهٍ بقصف الطيران الفرنسي وحينما انتهى القصف ظن الثوار أن سلطان قد استشهد، وإلا به من بين الدخان يتراءى على فرسه من بعيد وعلى وقع ذات الخطوات رافعا ً رأسه وحاضناً بندقيته وكأن قصفا ً لم يكن... وما إن رآه الثوار إلا وراحوا يصيحون روح يا بطل الله يحييك... الله أكبر... الله أكبر...

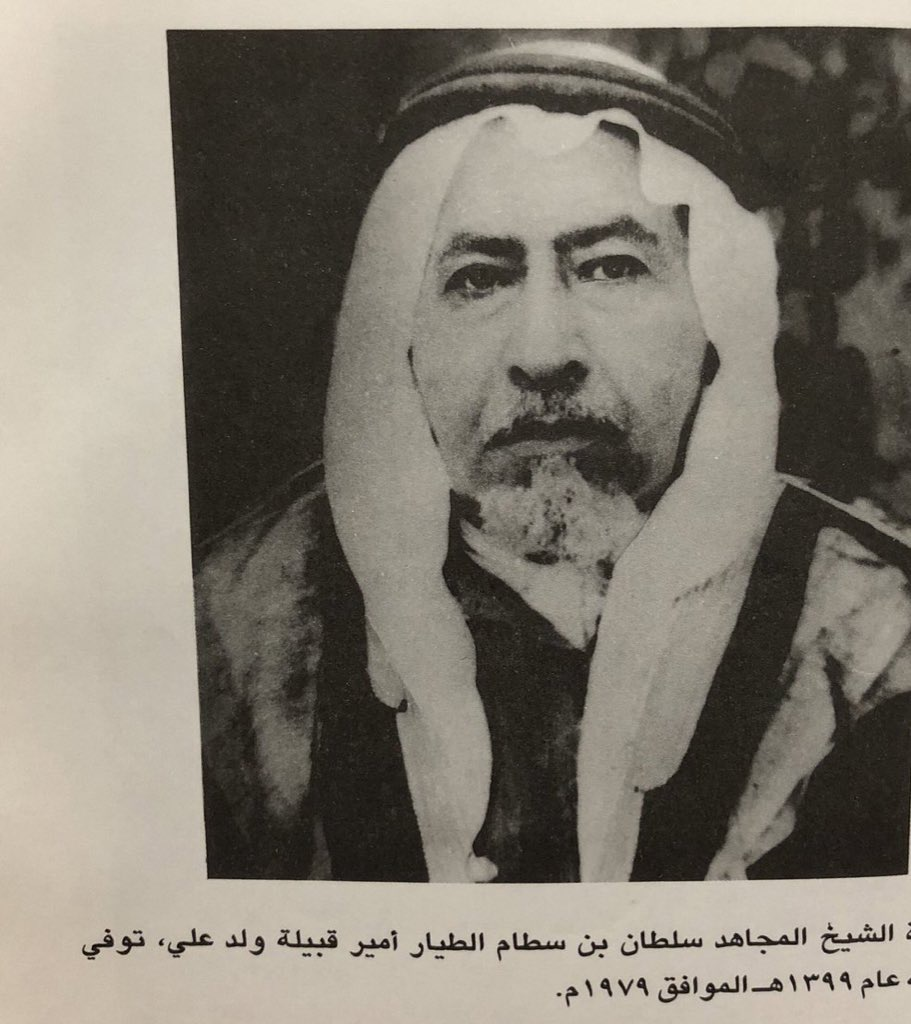
سلطان بن سطام الطيار من قبيلة ولد علي من عنزة

كذلك يُذكر أن المجاهد سلطان الاطرش ومعه مجموعة من قادة الثورة لجأوا إلى الشيخ سلطان بن سطام الطيار شيخ قبيلة ولدعلي من عنزة ومن قيادات الثورة لقيادة الثورة من مركز بعيد عن مراكز الفرنسيين. وهذا مما يدل على حنكة وذكاء المجاهد سلطان الاطرش. وقد مكثوا لدى القبيلة بضيافة شيخها مدة ستة أشهر تقريبا حتى اكتشفت القوات الفرنسية امرهم فشنت عملية عسكرية برية باءت بالفشل بعد أن تمكن فرسان القبيلة من اقتحام أحد المدافع الذي كان يتحصن خلفه الجنود الفرنسيون فانهزموا. ليعيدوا الكرة بعد ذلك مزودين بالطائرات. وهي من العمليات العسكرية التي ذكرت بالتفصيل في الأرشيف الفرنسي.

#### مآثر عن الثورة والثوار
بعد الاستقلال طلبت صحفية ألمانية من القائد العام ان يوجز لها البطولات التي اجترحت خلال الثورة فأجابها: لا يوجد على هذه الأرض حجر الا وقلبته حوافر خيلنا، ولا توجد حفنة تراب لم ترو بدمائنا، ولكل مجاهد فينا قصص كثيرة من قصص البطولة والشهادة والفداء وليست قصة واحدة، ويلزمنا لرويها تاريخاً كاملاً، فكيف يمكن ايجازها.
يروي سلطان باشا الاطرش في كتاب (أحداث الثورة السورية الكبرى كما سردها قائدها العام سلطان باشا الأطرش، دمشق، دار طلاس، ط2 2008) انهم حين وصلوا، ثوار الجبل وثوار الغوطة، لفك أسر النساء والأطفال وكبار السن من أهالي الجولان الذين ساقهم حلفاء الفرنسيين إلى منطقة موحلة تسمى (نقعة جمرا) استعاد ثوار الإقليم معنوياتهم وصاروا يزأرون كالأسود ويفتكون بأعدائهم، ويضيف انه من أكثر المشاهد ايلاماً غوص الأطفال والنساء بالأوحال، وتلوث جروح المصابين بالطين، وان أماً قتلت برصاص الفرنسيين فاقترب منها أحد أقاربها ليأخذ طفلها عن صدرها، فهب ينخي الرجال وينشدهم الأخذ بالثأر وهو يصيح: هذا الطفل يرضع حليباً ممزوجاً بالدم.
يذكر ان سبعة من آل علم الدين قضوا في معركة السويداء وهم يتداولون رفع بيرق مدينتهم ولم يسمحوا بسقوطه فسجلوا مأثرة من مآثر البطولة التي لا تمحى.

## إعلان الجمهورية السورية
في عام 1930 تم اتخاذ دستور جديد لسورية وإعلانها باسم '«الجمهورية السورية»'، واتخذ علم جديد كان عبارة عن ثلاثة أشرطة عرضية (من الأعلى للأسفل: أخضر، أبيض، أسود) وتتوسطه ثلاثة نجوم حمراء ترمز إلى المحافظات الثلاث (دمشق وحلب ودير الزور).
وفي عام 1936، تم توقيع معاهدة الاستقلال مع فرنسا لتوحيد كافة الأقاليم السورية بما في ذلك دولتي اللاذقية وجبل الدروز. ولكن فرنسا رفضت انضمام إقليم جبل لبنان لهذه الدولة الموحدة بسبب معارضة الموارنة أصدقاء فرنسا والمؤيدين بشدة للانفصال. أما المسلمون في لبنان فقد كان موقفهم واضحا ضد التقسيم منذ البداية وقاموا بالاحتجاج والعصيان متمسكين بانتمائهم للوطن الأم (سورية) ولم يقبلوا بفكرة الدولة اللبنانية حتى الأربعينات بعد أن قبل رياض الصلح بها مقابل تنازل الموارنة عن فكرة الحماية الفرنسية وقبول مبدأ الانتماء العربي للبنان. إضافة إلى جبل لبنان، اقتطعت أربعة أقضية (بيروت وطرابلس والبقاع وصيدا) أخرى من سورية وألحقت بلبنان الذي صار يسمى بلبنان الكبير، وتغير فيما بعد إلى الجمهورية اللبنانية.

## سورية (1918 - 1920)

### الحكام
| الاسم                               | بداية الحكم        | نهاية الحكم        |  |
| ----------------------------------- | ------------------ | ------------------ |  |
| محمد سعيد الجزائري (حكومة مؤقتة)    | 30 ايلول 1918      | 30 ايلول 1918      |  |
| الفريق علي رضا الركابي (حاكم عسكري) | 30 ايلول 1918      | 5 تشرين الاول 1918 |  |
| الأمير فيصل                         | 5 تشرين الاول 1918 | 8 اذار 1920        |  |

### الملك
| الاسم      | بداية القيادة | انتهاء القيادة |
| ---------- | ------------- | -------------- |
| فيصل الأول | 8 اذار 1920   | 28 تموز 1920   |

## الانتداب الفرنسي على سورية (1920 - 1939)

### رؤساء الحكومة الجديدة أو الدويلات
| الاسم              | بداية الحكم  | نهاية الحكم          |  |
| ------------------ | ------------ | -------------------- |  |
| علاء الدين الدروبي | 28 تموز 1920 | 21 اب 1920           |  |
| جميل الألشي        | 4 ايلول 1920 | 30 تشرين الثاني 1920 |  |

### الرئيس
| الاسم      | بداية الحكم    | نهاية الحكم         |  |
| ---------- | -------------- | ------------------- |  |
| صبحي بركات | 28 حزيران 1922 | 1 كانون الثاني 1925 |  |

### رؤساء الدولة
| Name                    | بداية الحكم          | نهاية الحكم          |  |
| ----------------------- | -------------------- | -------------------- |  |
| أحمد نامي               | 28 نيسان 1926        | 15 شباط 1928         |  |
| تاج الدين الحسني (فعلي) | 15 شباط 1928         | 19 تشرين الثاني 1931 |  |
| ليون سولومياك (فعلي)    | 19 تشرين الثاني 1931 | 11 حزيران 1932       |  |

### الرؤساء
| الاسم                   | بداية الحكم         | نهاية الحكم         | الحزب السياسي  |
| ----------------------- | ------------------- | ------------------- | -------------- |
| محمد علي العابد         | 11 حزيران 1932      | 21 كانون الاول 1936 |                |
| هاشم الأتاسي (1st time) | 21 كانون الاول 1936 | 7 تموز 1939         | الكتلة الوطنية |

## المفوضون السامون
- 26 Nov 1919 – 23 Nov 1922: هنري غورو
- 23 Nov 1922 – 17 Apr 1923: Robert de Caix (acting)
- 19 Apr 1923 – 29 Nov 1924: ماكسيم ويغان
- 29 Nov 1924 – 23 Dec 1925: موريس بول ساراي
- 23 Dec 1925 – 23 Jun 1926: هنري دو جوفنيل
- Aug 1926 – 16 Jul 1933: هنري بونصو
- 16 Jul 1933 – Jan 1939: كونت دامين دو مارتيل
- Jan 1939 – Nov 1940: غابرييل بويو
- 24 Nov 1940 – 27 Nov 1940: جان شياب (died on flight to take office)
- 6 Dec 1940 – 16 Jun 1941: هنري فيرناند دينتز
- 24 Jun 1941 – 7 Jun 1943: جورج كاترو
- 7 Jun 1943 – 23 Nov 1943: Jean Helleu
- 23 Nov 1943 – 23 Jan 1944: Yves Chataigneau
- 23 Jan 1944 – 1 Sep 1946: Étienne Paul-Émile-Marie Beynet